# Pszczolinka
Pszczolinka (Andrena) – rodzaj błonkówek z rodziny pszczolinkowatych. Obejmuje ponad 1500 opisanych gatunków. Przedstawiciele zamieszkują Stary Świat i Amerykę Północną. Są samotnicami gniazdującymi w glebie lub szczelinach skał i murów.

## Morfologia

Schemat użyłkowania skrzydeł u rodzaju Andrena. Pt: pterostygma, C: żyłka kostalna; R: żyłka radialna; B: żyłka bazalna; Cu: żyłka kubitalna; A: żyłka analna; Rc1 i Rc2: żyłki powrotne pierwsza i druga; tm: transwersalna żyłka medialna, 1d, 2d, 3d: komórki dyskalne, sm: komórki submarginalne; m: komórka marginalna.

Są to pszczoły małych i średnich rozmiarów, osiągające od 5 do 18 mm długości ciała. Oskórek mają czarny, rzadziej metalicznie niebieski lub zielony. Owłosienie jest umiarkowanie silne, często tworzy na odwłoku poprzeczne przepaski. Od czułków do górnej granicy nadustka schodzą podwójne szwy, a samice między oczami a czułkami mają duże i aksamitnie owłosione zagłębienia twarzowe (foveae faciales), pełniące prawdopodobnie funkcje zmysłowe. Użyłkowanie przedniej pary skrzydeł cechuje prawie prosta żyłka transwersalna, zwężona ku szczytowi i przylegająca do krawędzi skrzydła komórka marginalna oraz obecność trzech, rzadko tylko dwóch komórek submarginalnych. Samice mają na tylnej parze odnóży szczoteczki z włosków obecne na goleniach, udach i krętarzach. Samce mają narządy kopulacyjne o charakterystycznym grzbietowo-przedwierzchołkowym płacie gonokoksytu, a ich siódme sternum odwłoka ma prostą budowę i może być wyposażone w dwupłatkowy wyrostek wierzchołkowy.

## Ekologia i występowanie

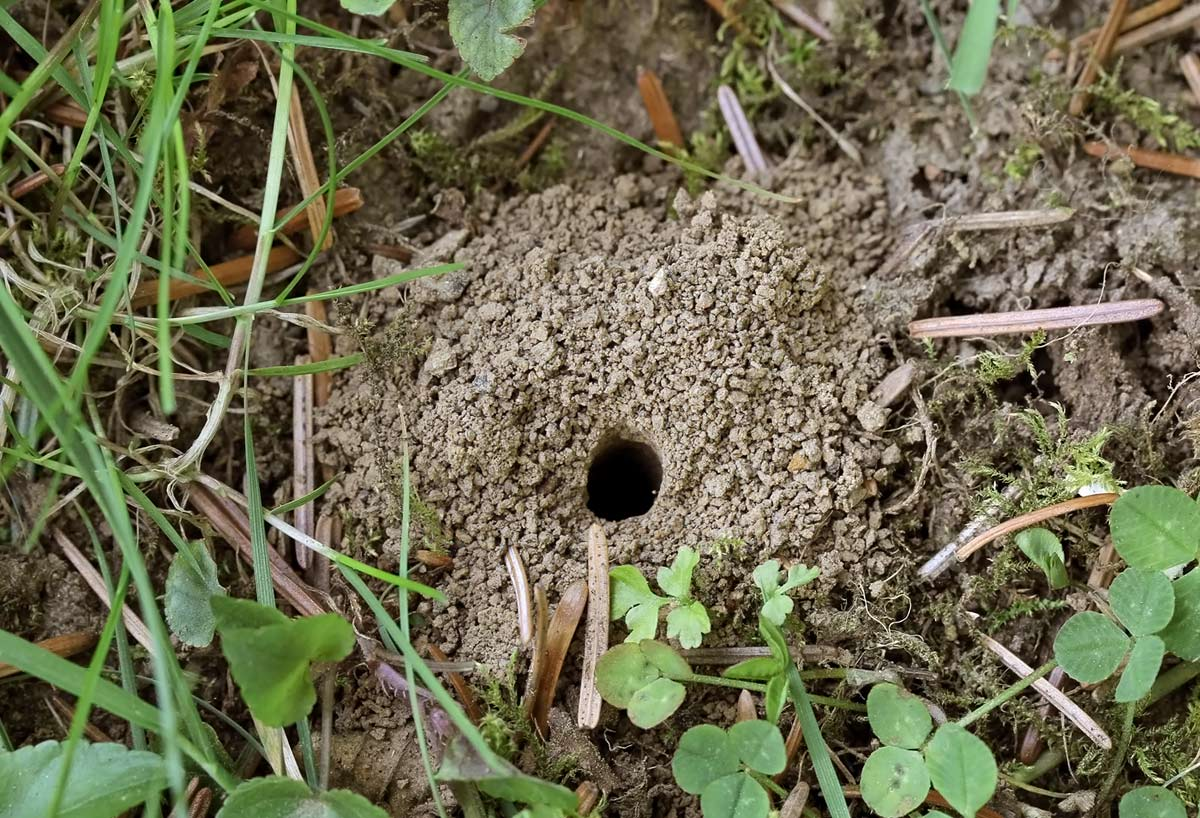
Gniazdo pszczolinki rudej

Wszystkie gatunki pszczolinek gnieżdżą się w ziemi, tworząc nieraz duże agregacje gniazd. Pojaw imagines uzależniony jest od okresu kwitnięcia roślin żywicielskich, ale samce pojawiają się około tygodnia wcześniej niż samice. Po odnalezieniu roślin pokarmowych rozpoczynają się loty godowe. Po kopulacji samice zakładają pojedynczo gniazda, w których żyją samotnie. W gnieździe znajdują się komórki lęgowe, w których składane jest po jednym jaju.
Wiele gatunków zapyla rośliny uprawne, np. lucernę. Pyłek przenoszą na tylnych odnóżach zaopatrzonych w specjalne włosy albo na bokach propodeum (tylnej części tułowia). Liczne gatunki są polilektyczne (zbierają pyłek z wielu gatunków roślin), ale znane są też monolektyczne np. A. chylabea zbiera pyłek tylko z Camissonia ovata.
Owady te zasiedlają głównie Holarktykę, ale znane są też z Ameryki Centralnej, wschodniej i południowej Afryki oraz górzystych rejonów Indii i Półwyspu Malajskiego. Na wschód sięgają po Tajwan i Okinawę, a na północ do 70°N w Norwegii. W Polsce reprezentowane są przez ponad 90 gatunków (zobacz: pszczolinkowate Polski).

## Systematyka

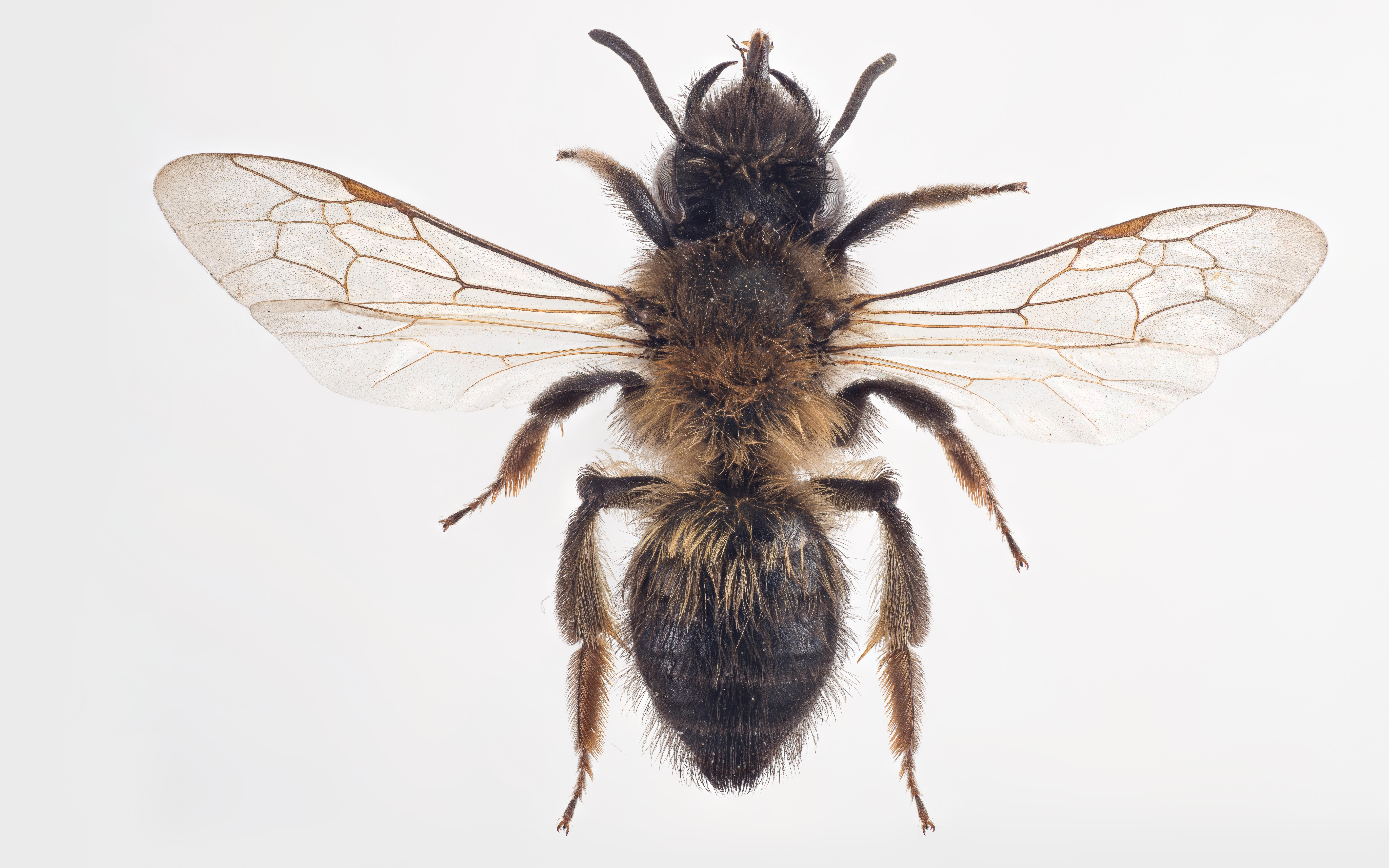
Andrena apicata

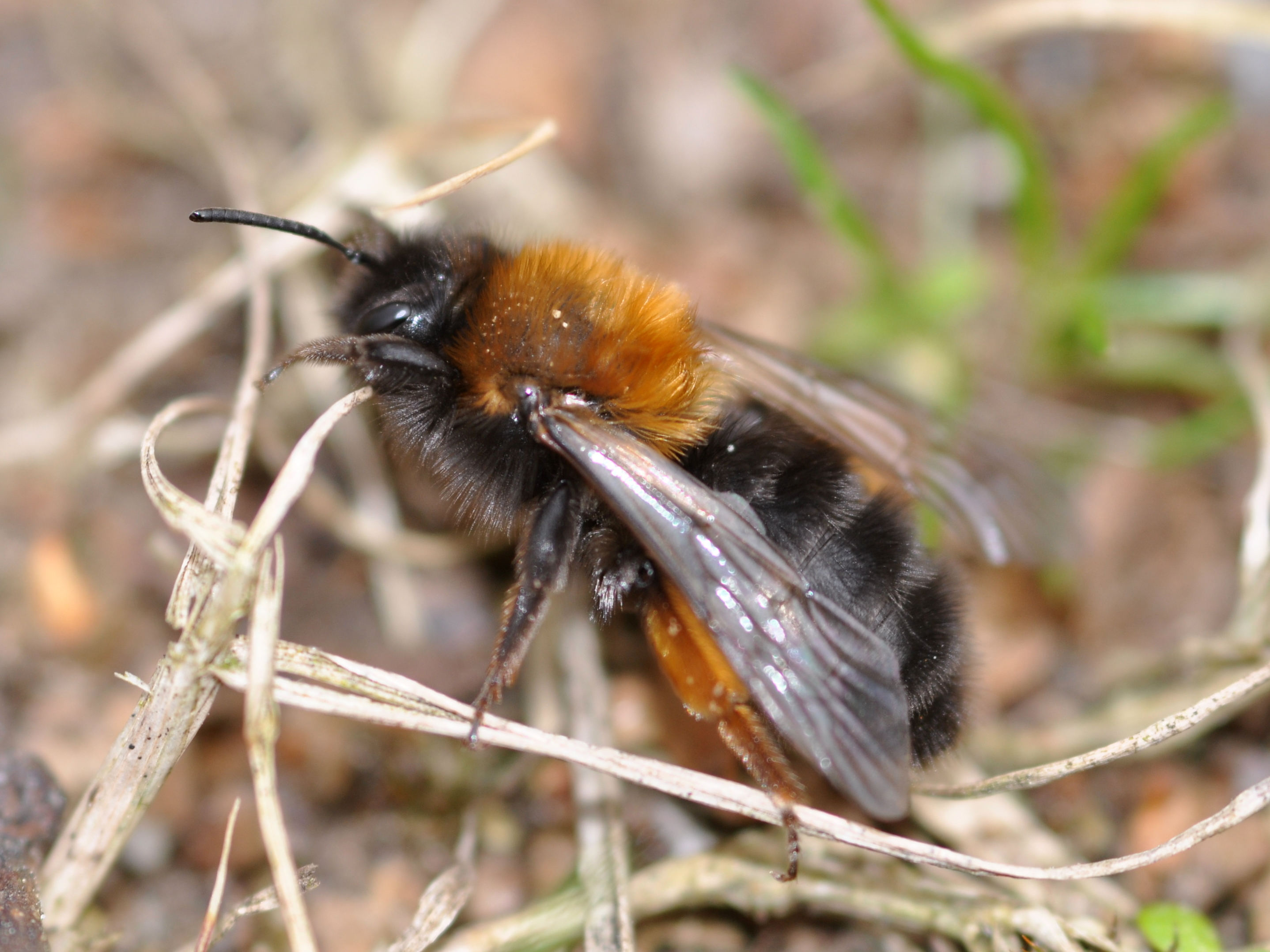
Andrena clarkella

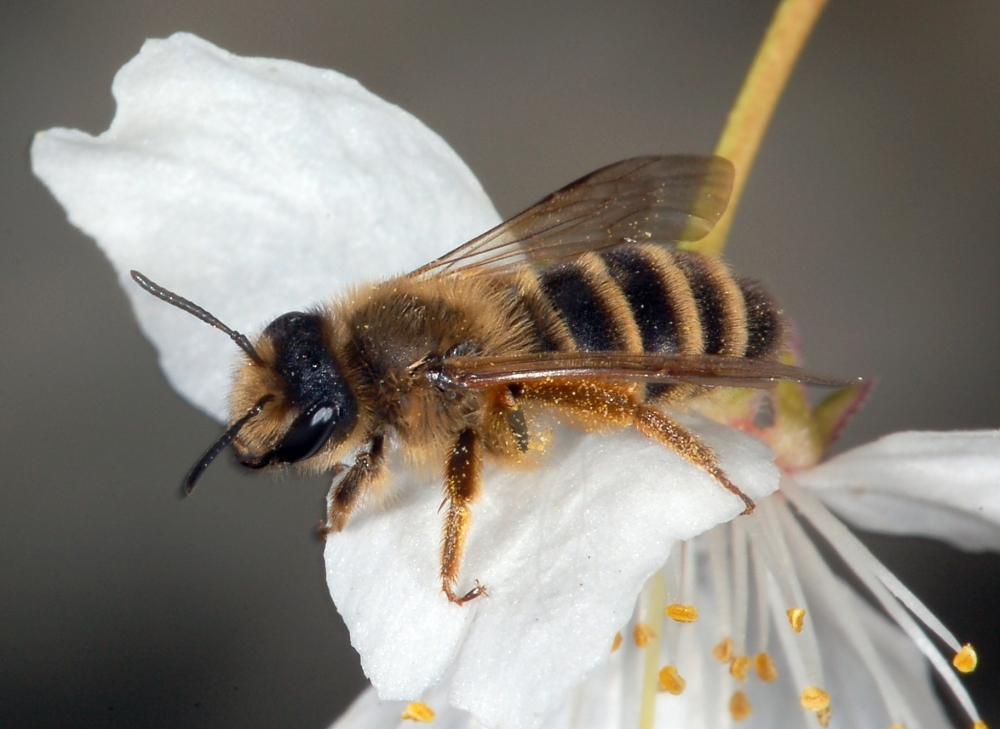
Andrena flavipes

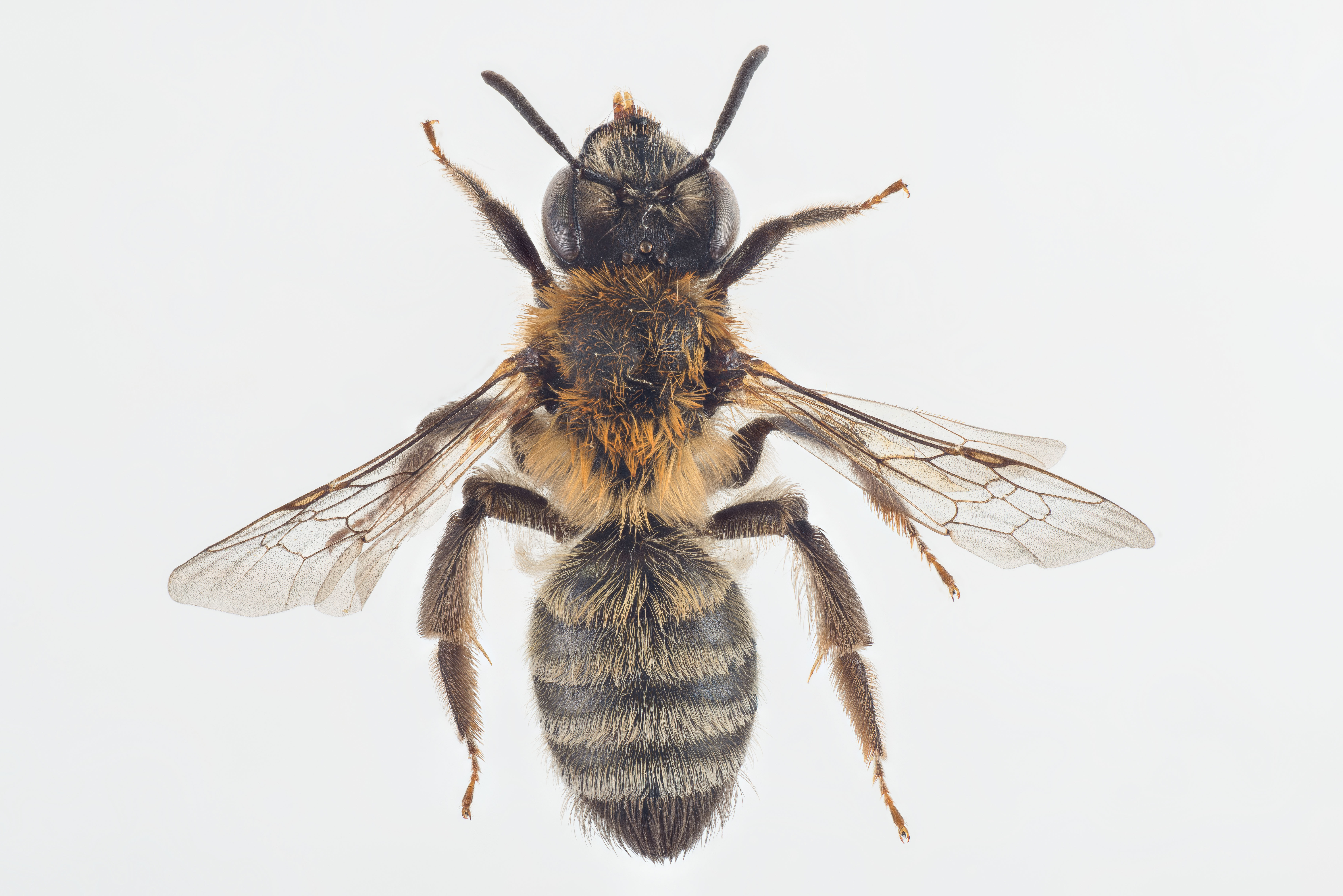
Andrena fuscipes

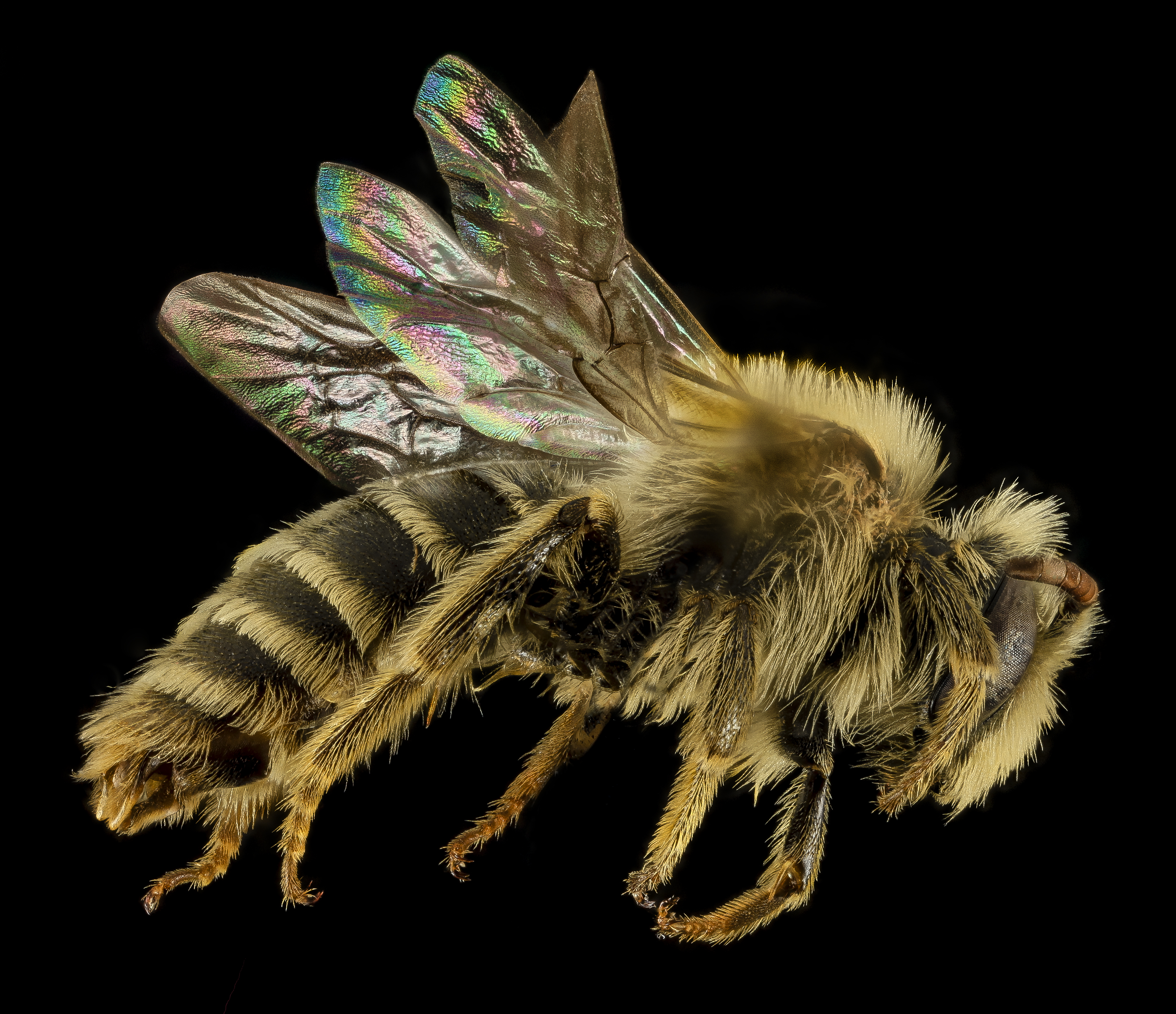
Samiec Andrena gardineri

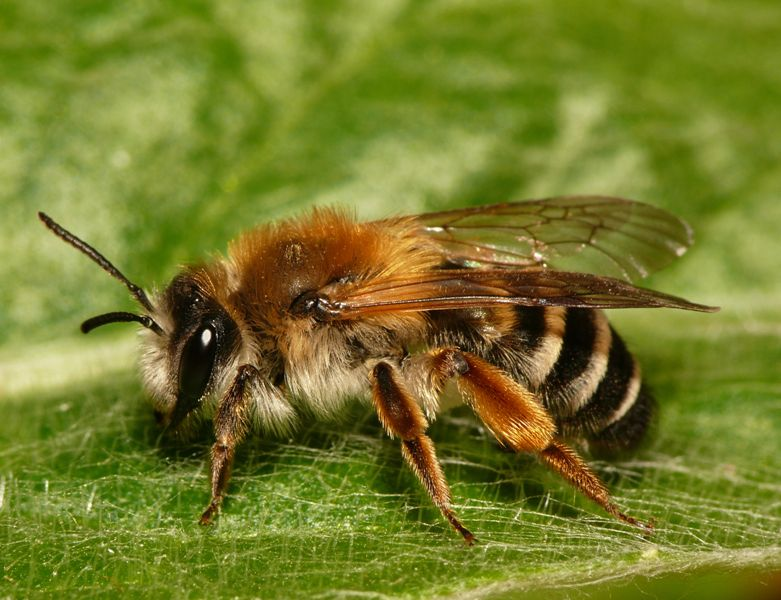
Samica Andrena gravida

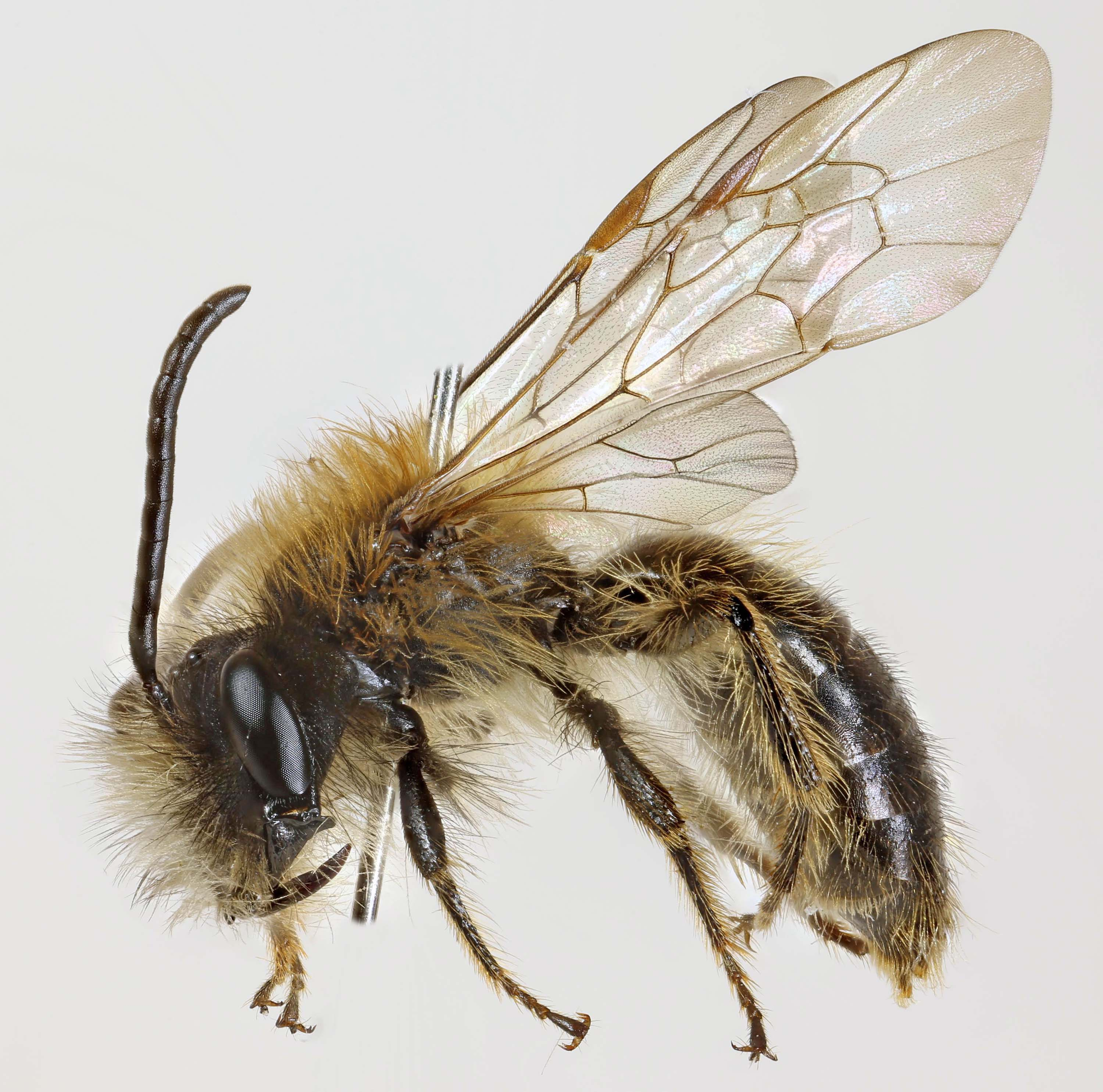
Samiec Andrena lapponica

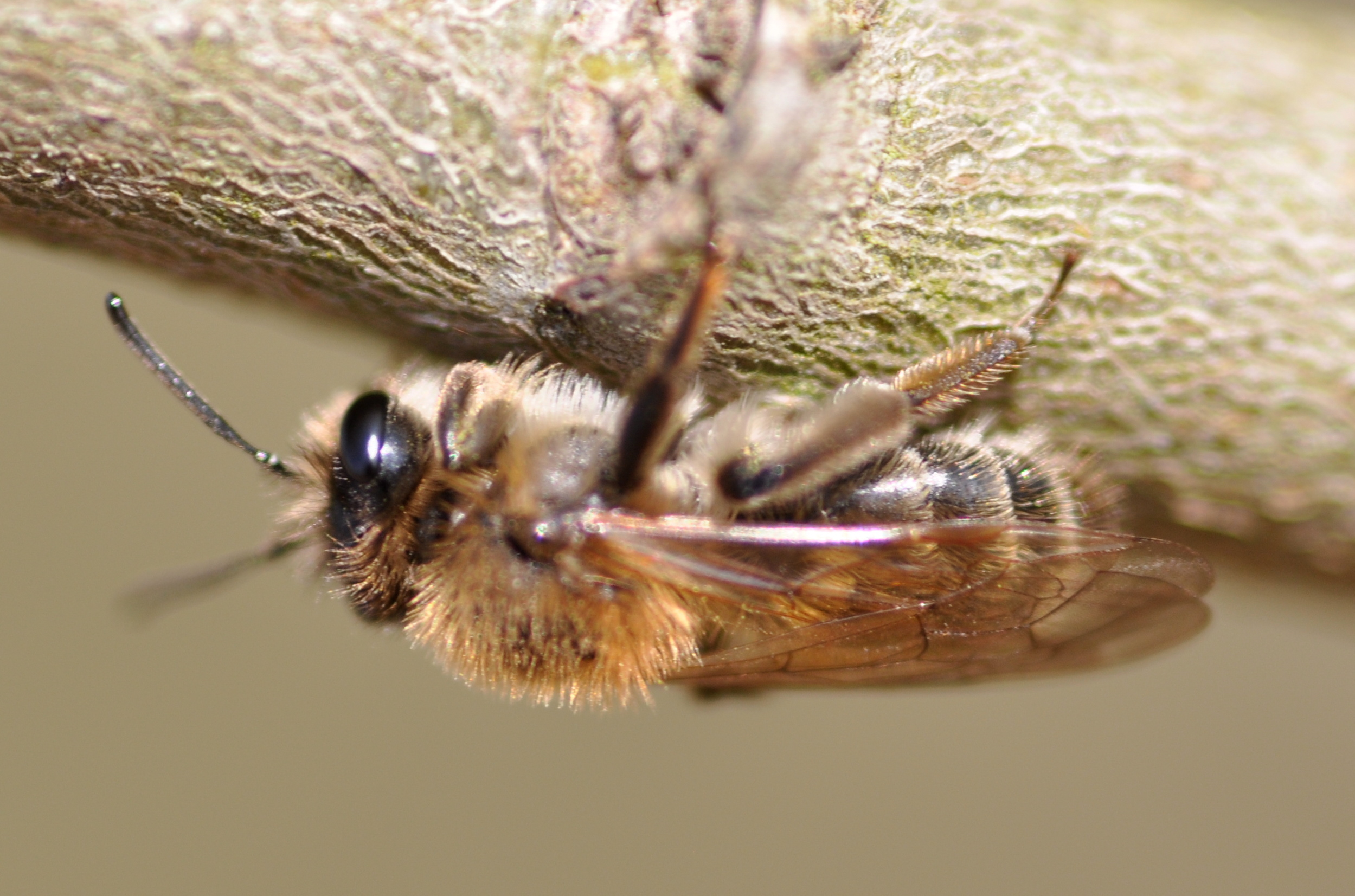
Andrena praecox

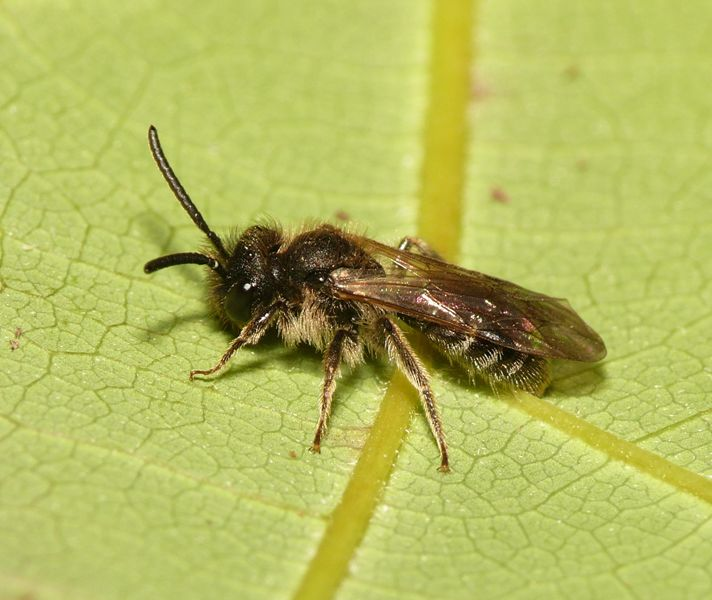
Andrena minutula

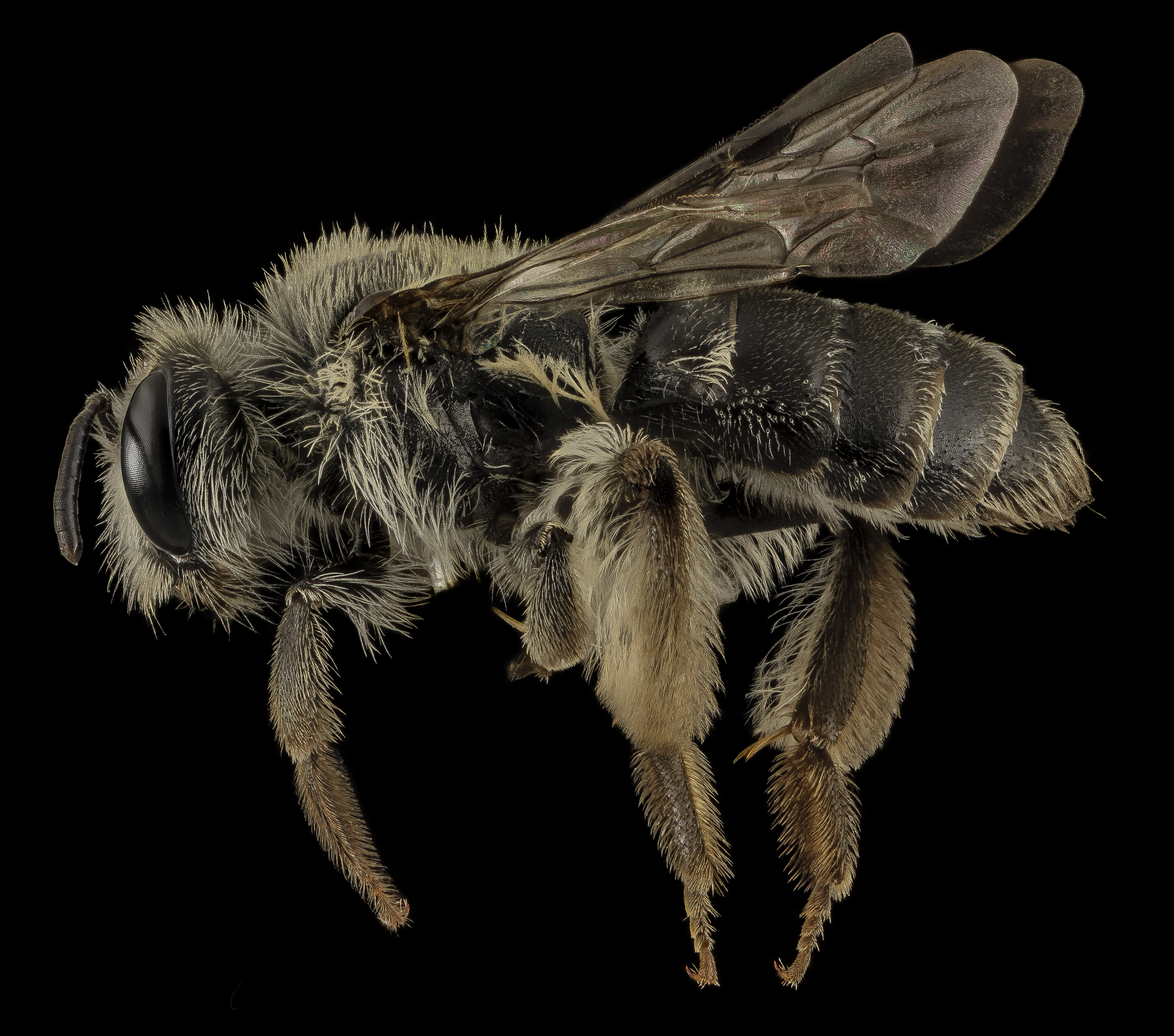
Samica Andrena simplex

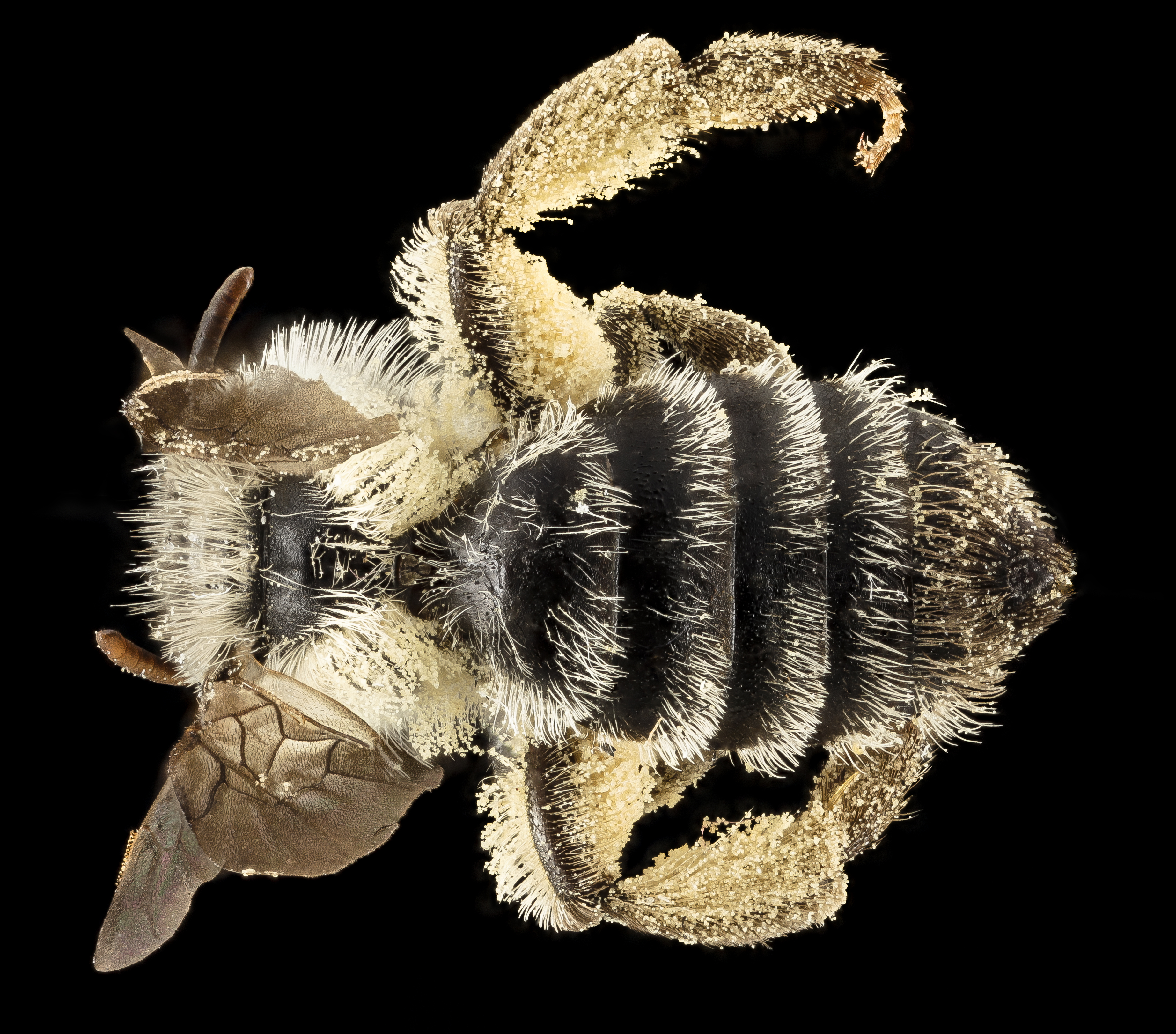
Samica Andrena specularia

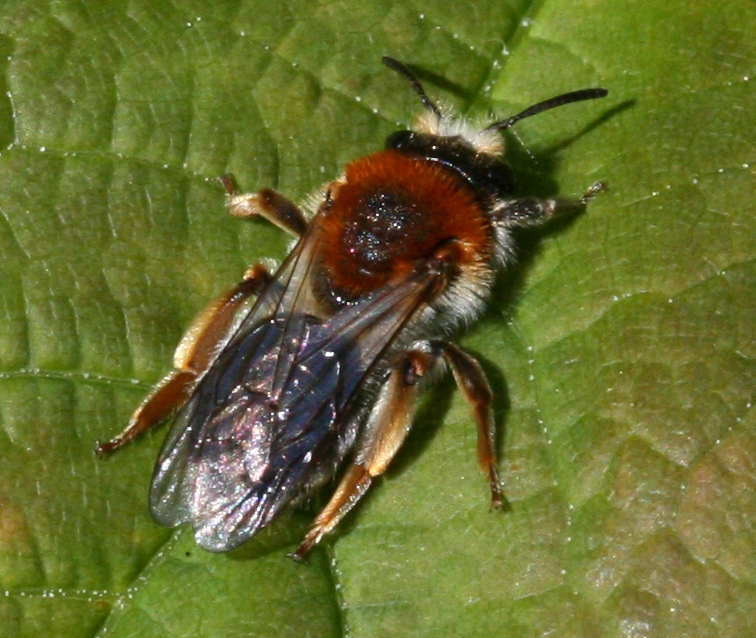
Andrena haemorrhoa

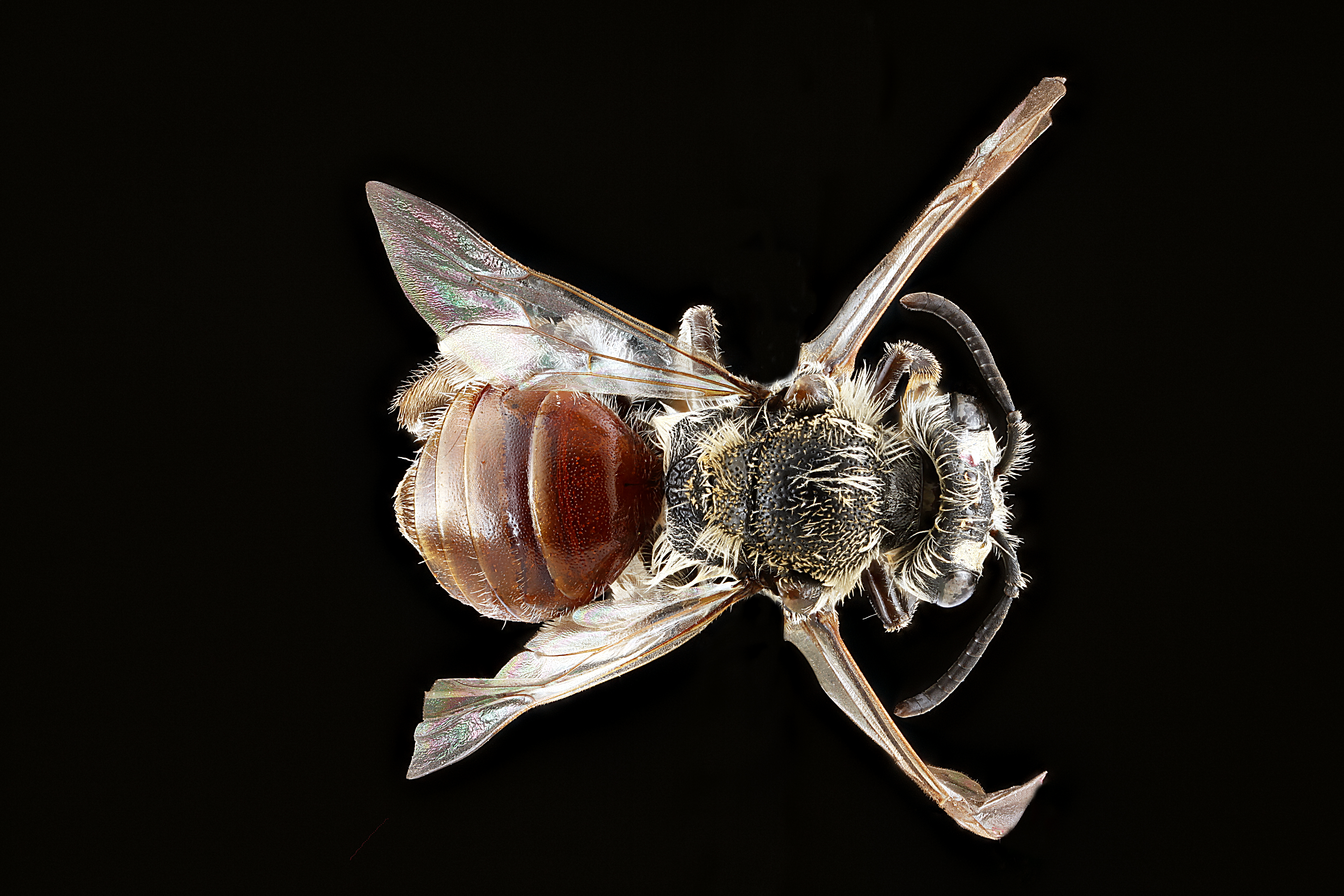
Samica Andrena mariae

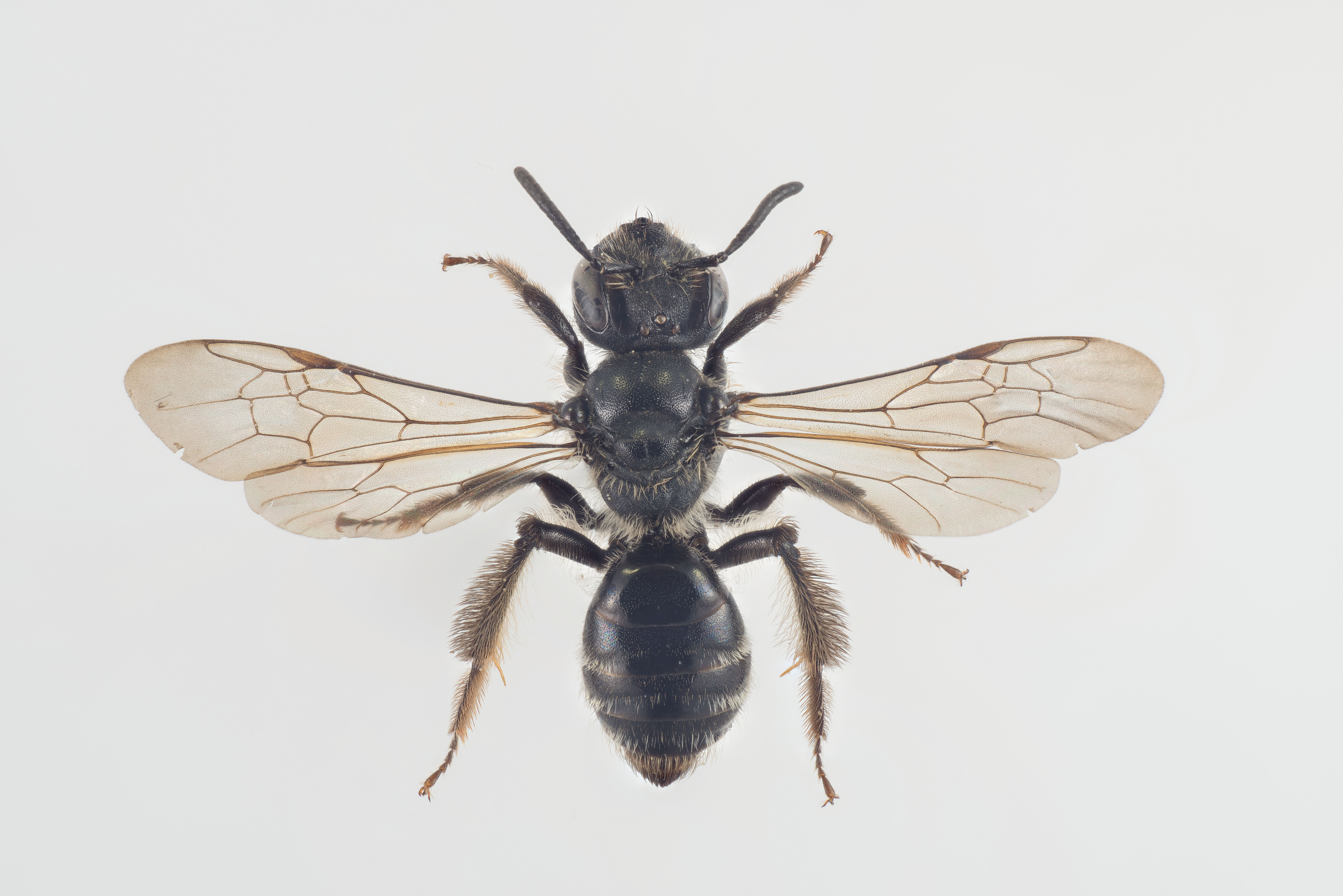
Andrena coitana

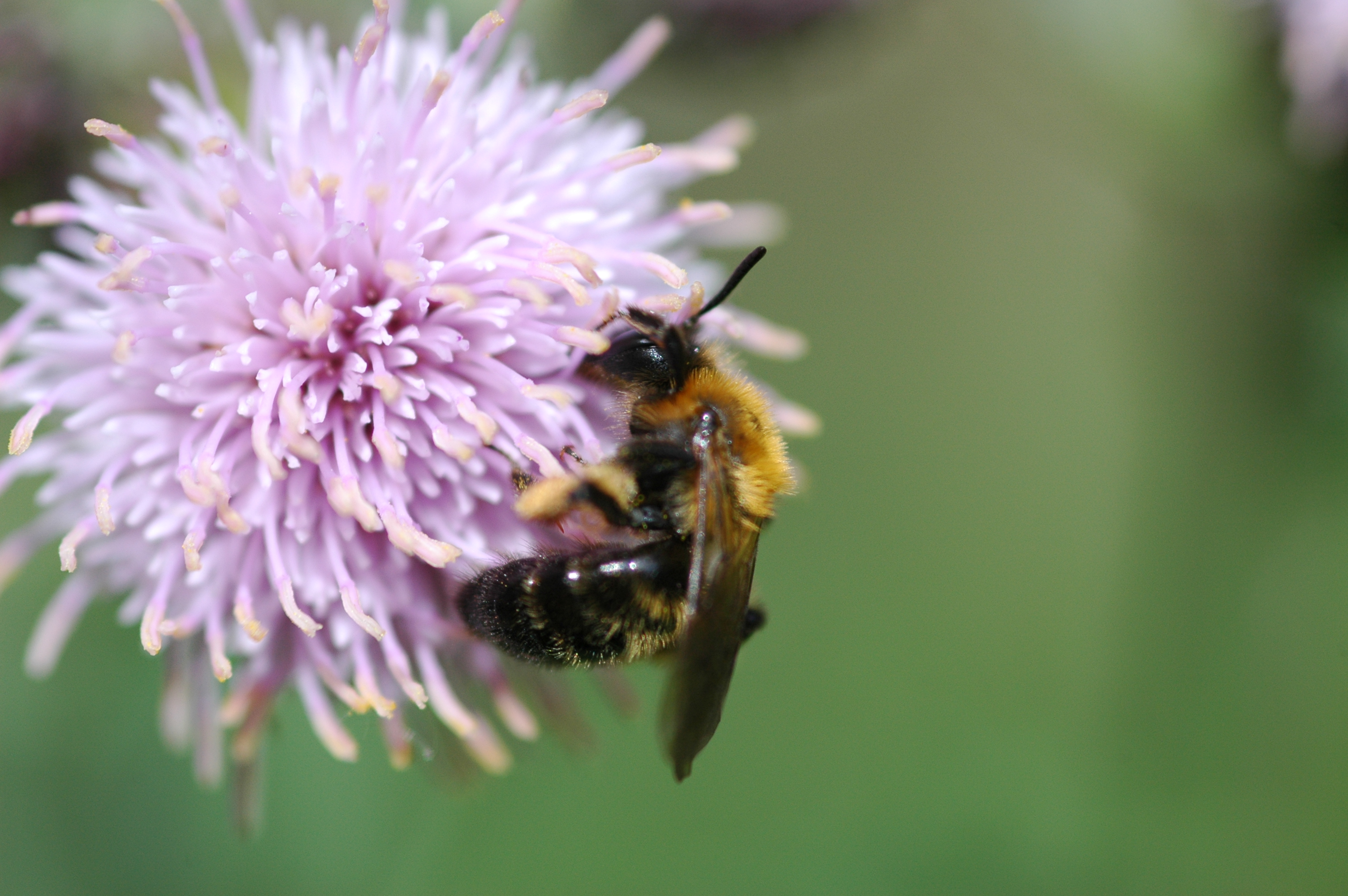
Andrena bicolor

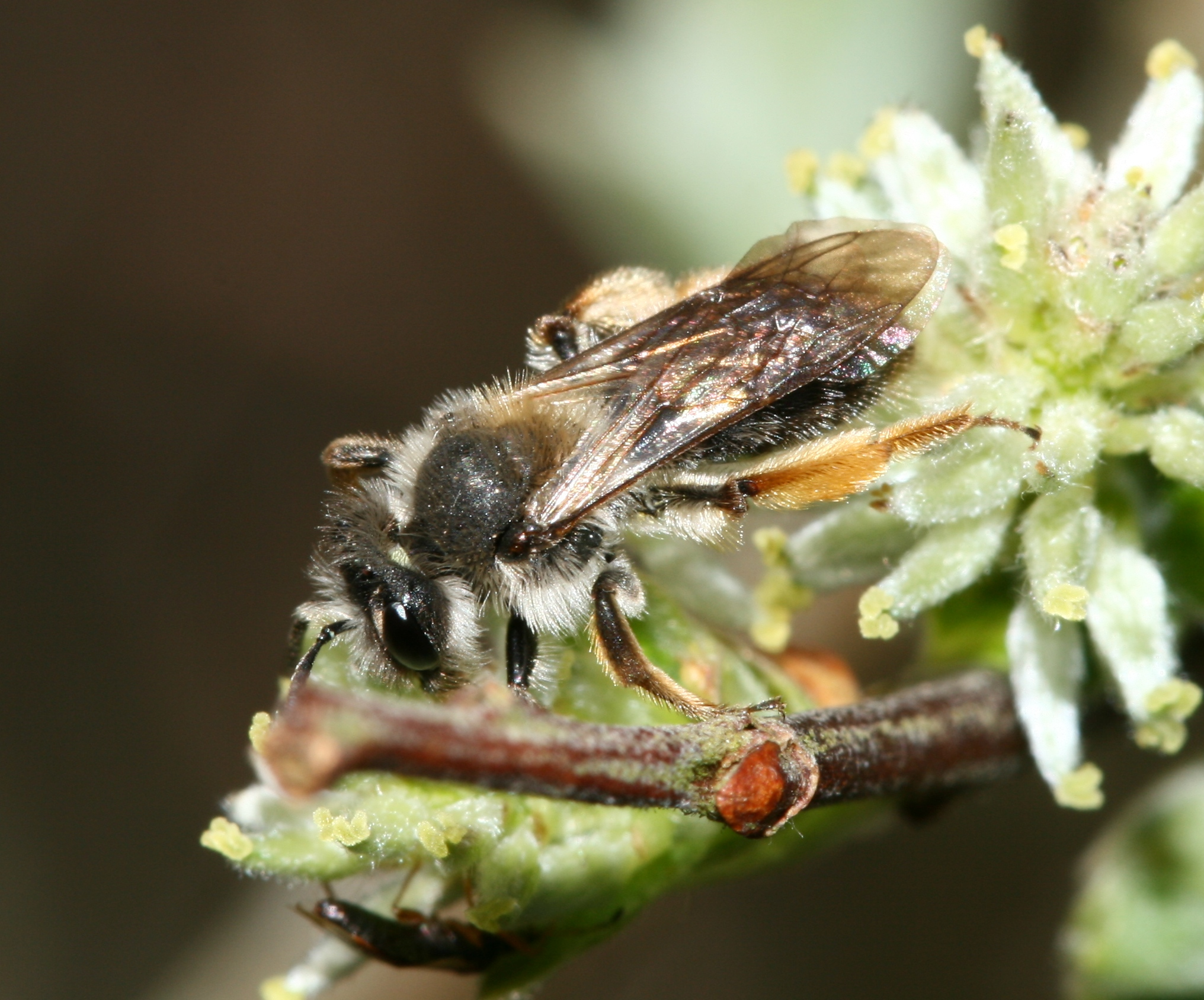
Samica Andrena ruficrus

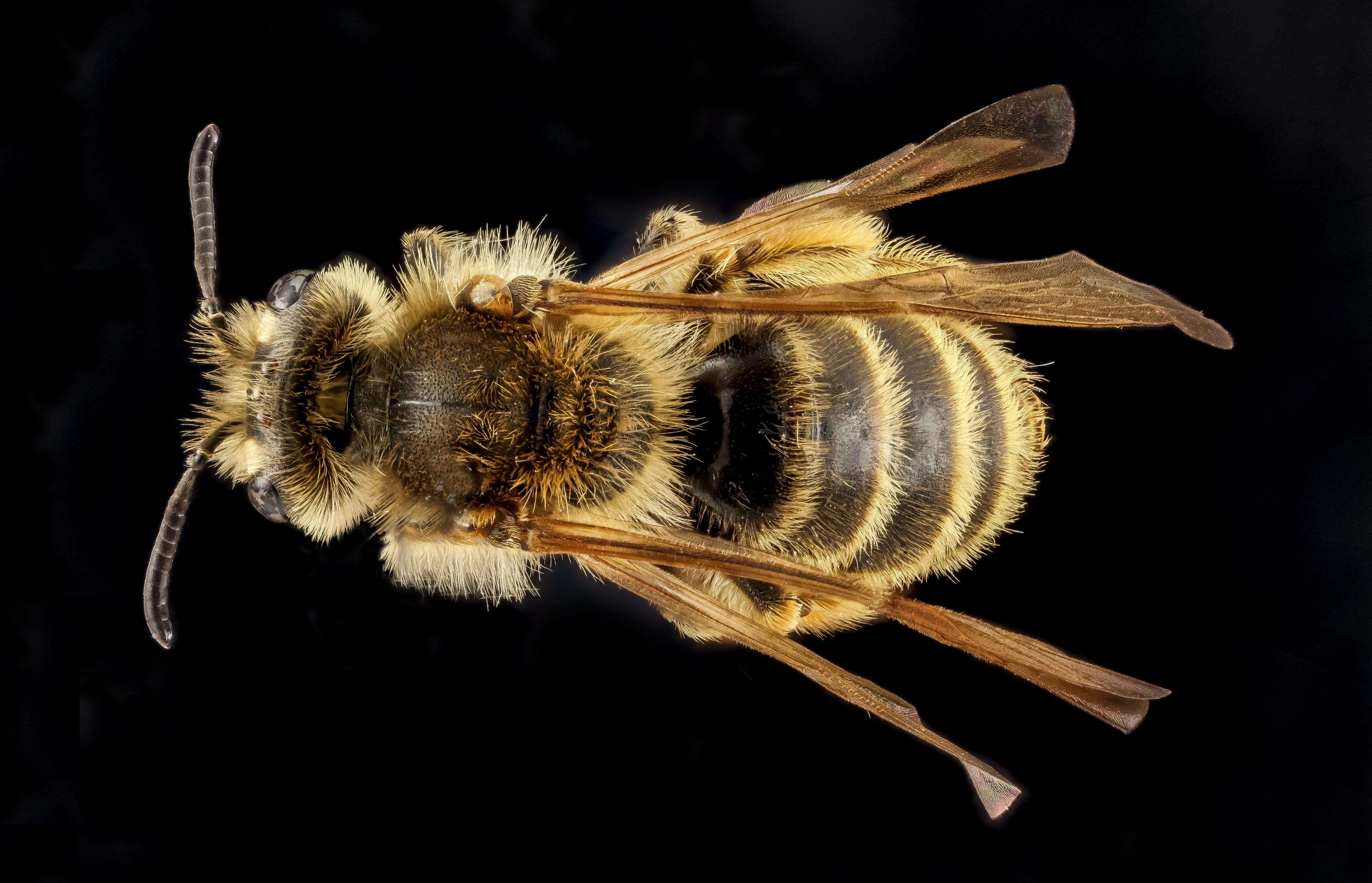
Samica Andrena astragali

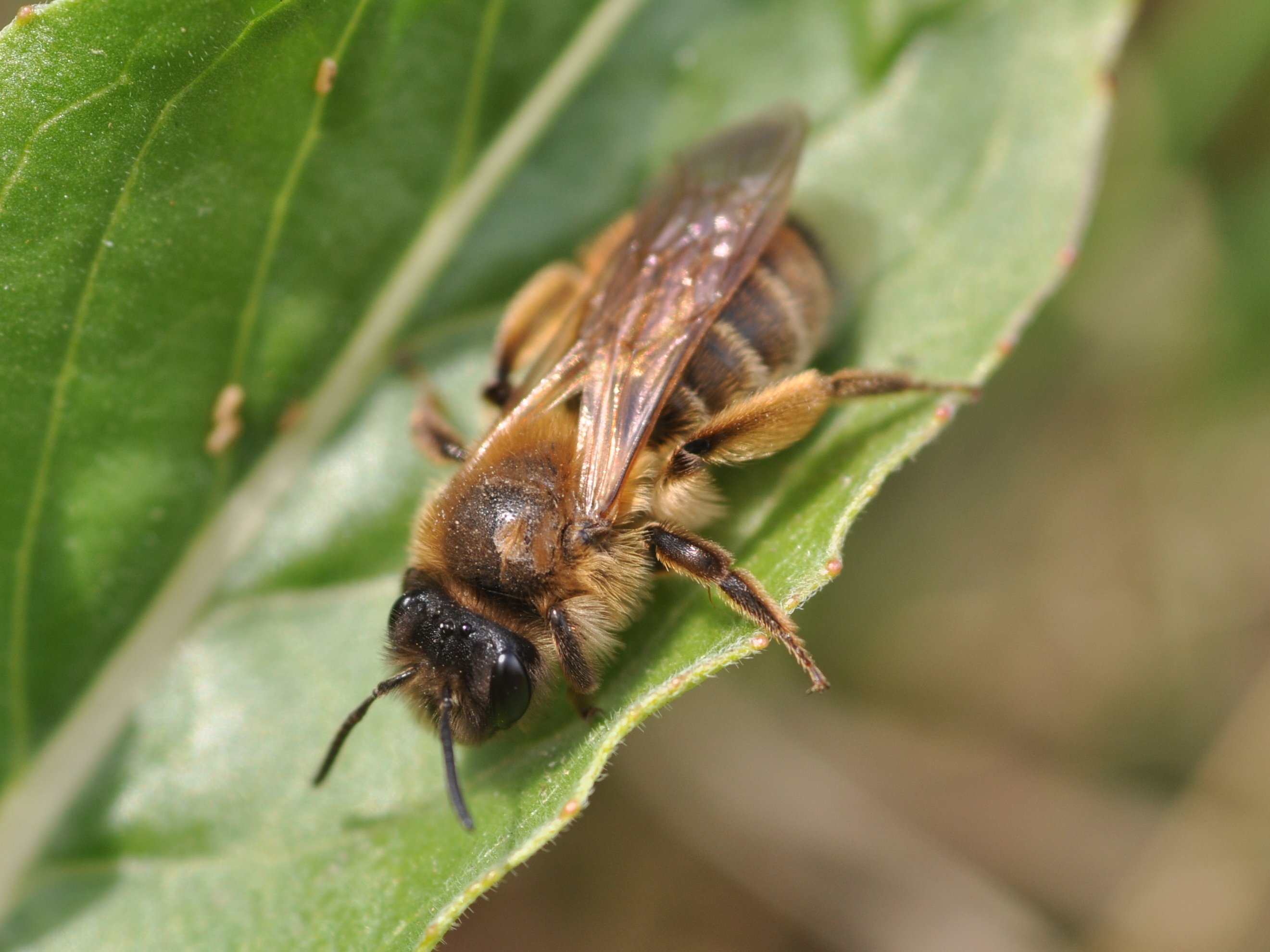
Andrena bimaculata

Rodzaj ten wprowadzony został w 1775 roku przez Johana Christiana Fabriciusa. Dotychczas opisano ponad 1500 zaliczanych doń gatunków:
- Andrena abbreviata Dours, 1873
- Andrena aberrans Eversmann, 1852
- Andrena abjecta Pérez, 1895
- Andrena ablegata (Cockerell, 1922)
- Andrena abrupta Warncke, 1967
- Andrena aburana Hirashima, 1962
- Andrena accepta Viereck, 1916
- Andrena acerba Warncke, 1967
- Andrena aciculata Morawitz, 1886
- Andrena acrana Warncke, 1967
- Andrena aculeata LaBerge, 1980
- Andrena acutilabris Morawitz, 1876
- Andrena adjacens Morawitz, 1876
- Andrena aegyptiaca Friese, 1899
- Andrena aegypticola Friese, 1922
- Andrena aeneiventris Morawitz, 1872
- Andrena aerifera LaBerge, 1967
- Andrena aerinifrons Dours, 1873
- Andrena aeripes LaBerge, 1967
- Andrena aetherea Warncke, 1974
- Andrena afghana Warncke, 1974
- Andrena afimbriata LaBerge, 1967
- Andrena afrensis Warncke, 1967
- Andrena africana Friese, 1909
- Andrena agilis Smith, 1879
- Andrena agilissima (Scopoli, 1770)
- Andrena agnata Warncke, 1967
- Andrena agoseridis Thorp, 1969
- Andrena ahenea Morawitz, 1876
- Andrena aiderensis Osytshnjuk, 1993
- Andrena ailisensis Osytshnjuk, 1993
- Andrena aino Tadauchi, Hirashima & Matsumura, 1987
- Andrena akitsushimae Tadauchi & Hirashima, 1984
- Andrena alamonis Viereck, 1917
- Andrena alashanica Popov, 1949
- Andrena albicaudata Hirashima, 1966
- Andrena albiculta Viereck, 1917
- Andrena albifacies Alfken, 1927
- Andrena albopicta Radoszkowski, 1874
- Andrena albopunctata (Rossi, 1792)
- Andrena albuginosa (Viereck, 1904)
- Andrena alceae LaBerge, 1986
- Andrena alchata Warncke, 1974
- Andrena alfkenella Perkins, 1914
- Andrena alfkenelloides Warncke, 1965
- Andrena algida Smith, 1853
- Andrena aliciae Robertson, 1891
- Andrena aliciarum Cockerell, 1897
- Andrena alijevi Osytshnjuk, 1986
- Andrena alleghaniensis Viereck, 1907
- Andrena allosa Warncke, 1975
- Andrena alluaudi Benoist, 1961
- Andrena almas Tadauchi, Miyanaga & Dawut, 2005
- Andrena altaica Lebedev, 1932
- Andrena alutacea Stoeckhert, 1942
- Andrena amamiensis Hirashima, 1960
- Andrena amarilla Cockerell, 1949
- Andrena amicula Warncke, 1967
- Andrena amoena Morawitz, 1876
- Andrena amphibola (Viereck, 1904)
- Andrena ampla Warncke, 1967
- Andrena anatolica Alfken, 1935
- Andrena anatolis Linsley & MacSwain, 1961
- Andrena andrenoides (Cresson, 1878)
- Andrena angarensis Cockerell, 1929
- Andrena angelesia Timberlake, 1951
- Andrena angustella Cockerell, 1936
- Andrena angusticrus LaBerge, 1971
- Andrena angustifovea Viereck, 1904
- Andrena angustior (Kirby, 1802)
- Andrena angustitarsata Viereck, 1904
- Andrena anisochlora Cockerell, 1936
- Andrena annapurna Tadauchi & Matsumura, 2007
- Andrena annectens Ribble, 1968
- Andrena anograe Cockerell, 1901
- Andrena anonyma Cameron, 1897
- Andrena anthracina Morawitz, 1880
- Andrena anthrisci Blüthgen, 1925
- Andrena antigana Pérez, 1895
- †Andrena antoinei Michez & De Meulemeester, 2014[7]
- Andrena antonitonis Viereck & Cockerell, 1914
- Andrena anzu Tadauchi & Hirashima, 1987
- Andrena apacheorum Cockerell, 1897
- Andrena apasta Linsley & MacSwain, 1961
- Andrena apicata Smith, 1847
- Andrena apiformis Kreichbaumer, 1873
- Andrena aquila LaBerge, 1971
- Andrena arabica Scheuchl & Gusenleitner, 2007
- Andrena arabis Robertson, 1897
- Andrena arctostaphylae Ribble, 1968
- Andrena ardis LaBerge, 1967
- Andrena arenata Osytshnjuk, 1983
- Andrena arenicola LaBerge & Ribble, 1972
- Andrena argemonis Cockerell, 1896
- Andrena argentata Smith, 1844
- Andrena argentiscopa Viereck, 1917
- Andrena argyreofasciata Schmiedeknecht, 1900
- Andrena arima Cameron, 1909
- Andrena armeniaca Popov, 1940
- Andrena arsinoe Schmiedeknecht, 1900
- Andrena aruana Warncke, 1967
- Andrena asiatica Friese, 1921
- Andrena aspericollis Pérez, 1895
- Andrena asperrima Pérez, 1895
- Andrena asperula Osytshnjuk, 1977
- Andrena assimilis Radoszkowski, 1876
- Andrena asteris Robertson, 1891
- Andrena asteroides Mitchell, 1960
- Andrena astica Warncke, 1967
- Andrena astragali Viereck & Cockerell, 1914
- Andrena astrella Warncke, 1975
- Andrena athenensis Warncke, 1965
- Andrena atlantica Mitchell, 1960
- Andrena atrata Friese, 1887
- Andrena atrohirta Morawitz, 1894
- Andrena atrotegularis Hedicke, 1923
- Andrena atypica (Cockerell, 1941)
- Andrena auricoma Smith, 1879
- Andrena auriculata Xu & Tadauchi, 2006
- Andrena aurihirta Donovan, 1977
- Andrena auripes LaBerge, 1967
- Andrena austroinsularis Tadauchi & Hirashima, 1983
- Andrena autumnalis Viereck & Cockerell, 1914
- Andrena avara Warncke, 1967
- Andrena avulsa LaBerge & Ribble, 1972
- Andrena azerbaidshanica Lebedev, 1932
- Andrena babai Tadauchi & Hirashima, 1987
- Andrena baeriae Timberlake, 1941
- Andrena bairacumensis Morawitz, 1876
- Andrena balsamorhizae LaBerge, 1967
- Andrena balucha Nurse, 1904
- Andrena banffensis Viereck, 1924
- Andrena banksi Malloch, 1917
- Andrena barbara Bouseman & LaBerge, 1979
- Andrena barbareae Panzer, 1805
- Andrena barberi Cockerell, 1898
- Andrena barbilabris (Kirby, 1802)
- Andrena basifusca Cockerell, 1930
- Andrena basimacula Alfken, 1929
- Andrena bassana Warncke, 1969
- Andrena batangensis Xu, 1994
- Andrena bayona Warncke, 1975
- Andrena beameri LaBerge, 1967
- Andrena beijingensis Xu, 1994
- Andrena bellidis Pérez, 1895
- Andrena bellidoides LaBerge, 1968
- Andrena bendensis Donovan, 1977
- Andrena benefica Hirashima, 1962
- Andrena bengasinensis Schulthess, 1924
- Andrena bentoni Cockerell, 1917
- Andrena berberidis Cockerell, 1905
- Andrena berkeleyi Viereck & Cockerell, 1914
- Andrena bernardina Linsley, 1938
- Andrena bernicla Warncke, 1975
- Andrena biareola LaBerge, 1971
- Andrena biarmica Warncke, 1975
- Andrena bicarinata Morawitz, 1876
- Andrena bicolor Fabricius, 1775
- Andrena bicolorata (Rossi, 1790)
- Andrena biemarginata Nurse, 1904
- Andrena bifida Warncke, 1967
- Andrena biguttata Friese, 1923
- Andrena bilavia Osytshnjuk, 1994
- Andrena bilimeki LaBerge, 1967
- Andrena bimaculata (Kirby, 1802)
- Andrena binominata Smith, 1853
- Andrena birtwelli Cockerell, 1901
- Andrena bisalicis Viereck, 1908
- Andrena biscutellata Viereck, 1917
- Andrena biskrensis Pérez, 1895
- Andrena bisulcata Morawitz, 1877
- Andrena blaisdelli Cockerell, 1924
- Andrena blanda Pérez, 1895
- Andrena blennospermatis Thorp, 1969
- Andrena bocensis Donovan, 1977
- Andrena bonasia Warncke, 1969
- Andrena bonivuri Osytshnjuk, 1984
- Andrena boronensis Linsley & MacSwain, 1962
- Andrena boyerella Dours, 1872
- Andrena braccata Viereck, 1907
- Andrena bradleyi Viereck, 1907
- Andrena brasiliensis Vachal, 1901
- Andrena braunsiana Friese, 1887
- Andrena brevicornis Bouseman & LaBerge, 1979
- Andrena brevihirtiscopa Hirashima, 1962
- Andrena brevipalpis Cockerell, 1930
- Andrena breviscopa Pérez, 1895
- Andrena brooksi Larkin, 2004
- Andrena brumanensis Friese, 1899
- Andrena bruneri Viereck & Cockerell, 1914
- Andrena buccata LaBerge, 1971
- Andrena bucculenta LaBerge & Ribble, 1972
- Andrena bucephala Stephens, 1846
- Andrena buckelli Viereck, 1924
- Andrena bulgariensis Warncke, 1965
- Andrena bullata LaBerge, 1967
- Andrena burkelli Bingham, 1908
- Andrena butea Warncke, 1965
- Andrena byrsicola Schmiedeknecht, 1900
- Andrena bytinskii Warncke, 1969
- Andrena caerulea Smith, 1879
- Andrena caeruleonitens Viereck, 1926
- Andrena caesia Warncke, 1974
- Andrena calandra Warncke, 1975
- Andrena californiensis Ribble, 1968
- Andrena caliginosa Viereck, 1916
- Andrena callopyrrha Cockerell, 1929
- Andrena callosa Warncke, 1967
- Andrena calvata LaBerge, 1967
- Andrena camellia Wu, 1977
- Andrena camissoniae Linsley & MacSwain, 1968
- Andrena canadensis Dalla Torre, 1896
- Andrena candida Smith, 1879
- Andrena candidiformis Viereck & Cockerell, 1914
- Andrena caneae Strand, 1915
- Andrena caneibia Strand, 1915
- Andrena canohirta (Friese, 1923)
- Andrena cantiaca Warncke, 1975
- Andrena canuta Warncke, 1975
- Andrena capillosa Morawitz, 1876
- Andrena capillosella Osytshnjuk, 1986
- Andrena capricornis Casad & Cockerell, 1896
- Andrena caprimulga Warncke, 1975
- Andrena cara Nurse, 1904
- Andrena carantonica Pérez, 1902
- Andrena carinata Morawitz, 1877
- Andrena carinifrons Morawitz, 1876
- Andrena carinigena Wu, 1982
- Andrena carlini Cockerell, 1901
- Andrena caroli Pérez, 1895
- Andrena carolina Viereck, 1909
- Andrena carolinensis Mitchell, 1960
- Andrena casadae Cockerell, 1896
- Andrena caspica Morawitz, 1886
- Andrena castanea Warncke, 1975
- Andrena caudata Warncke, 1965
- Andrena ceanothi Viereck, 1917
- Andrena ceanothifloris Linsley, 1938
- Andrena cephalota Xu, 1994
- Andrena cerasifolii Cockerell, 1896
- Andrena cercocarpi Cockerell, 1936
- Andrena cerebrata Mitchell, 1960
- Andrena cervina Warncke, 1975
- Andrena chaetogastra Pittioni, 1950
- Andrena chalcogastra Brullé, 1839
- Andrena chalybaea (Cresson, 1878)
- Andrena chalybioides (Viereck, 1904)
- Andrena chaparralensis Neff & Larkin, 2002
- Andrena chapmanae Viereck, 1904
- Andrena chekiangensis Wu, 1977
- Andrena chelma Warncke, 1975
- Andrena chengtehensis Yasumatsu, 1935
- Andrena cheni Dubitzky, 2006
- Andrena chersona Warncke, 1972
- Andrena cheyennorum Viereck & Cockerell, 1914
- Andrena chionospila Cockerell, 1917
- Andrena chippewaensis Mitchell, 1960
- Andrena chirisana Tadauchi, 1992
- Andrena chlorogaster Viereck, 1904
- Andrena chlorosoma Linsley & MacSwain, 1961
- Andrena chlorura Cockerell, 1916
- Andrena christineae Dubitzky, 2006
- Andrena chromotricha Cockerell, 1899
- Andrena chrysochersonesus Baker, 1995
- Andrena chrysopus Pérez, 1903
- Andrena chrysopyga Schenck, 1853
- Andrena chrysosceles (Kirby, 1802)
- Andrena chylismiae Linsley & MacSwain, 1961
- Andrena ciconia Warncke, 1975
- Andrena cineraria (Linnaeus, 1758)
- Andrena cinerea Brullé, 1832
- Andrena cinereophila Warncke, 1965
- Andrena cinnamonea Warncke, 1975
- Andrena citrinihirta Viereck, 1917
- Andrena clarkella (Kirby, 1802)
- Andrena cleodora (Viereck, 1904)
- Andrena clusia Warncke, 1966
- Andrena clypella Strand, 1921
- Andrena coactipostica Viereck, 1917
- Andrena cochlearicalcar Lebedev, 1933
- Andrena coconina LaBerge, 1980
- Andrena coitana (Kirby, 1802)
- Andrena collata Nurse, 1904
- Andrena colletiformis Morawitz, 1874
- Andrena colletina Cockerell, 1906
- Andrena colonialis Morawitz, 1886
- Andrena columbiana Viereck, 1917
- Andrena combaella Warncke, 1966
- Andrena combinata (Christ, 1791)
- Andrena combusta Morawitz, 1876
- Andrena commoda Smith, 1879
- Andrena communis Smith, 1879
- Andrena compositarum Thorp & LaBerge, 2005
- Andrena compta Lepeletier, 1841
- Andrena comptaeformis Gusenleitner & Schwarz, 2000
- Andrena comta Eversmann, 1852
- Andrena concinna Smith, 1853
- Andrena concinnula (Cockerell, 1898)
- Andrena confederata Viereck, 1917
- Andrena congrua LaBerge, 1977
- Andrena congruens Schmiedeknecht, 1884
- Andrena coracina LaBerge & Bouseman, 1970
- Andrena corax Warncke, 1967
- Andrena cordialis Morawitz, 1877
- Andrena cornelli Viereck, 1907
- Andrena coromanda Warncke, 1975
- Andrena corssubalpina Theunert, 2006
- Andrena coruscata LaBerge, 1977
- Andrena costillensis Viereck & Cockerell, 1914
- Andrena cragini Cockerell, 1899
- Andrena crassana Warncke, 1965
- Andrena crassepunctata Cockerell, 1931
- Andrena crataegi Robertson, 1893
- Andrena crawfordi Viereck, 1909
- Andrena creberrima Pérez, 1895
- Andrena crecca Warncke, 1965
- Andrena cressonii Robertson, 1891
- Andrena crinita Bouseman & LaBerge, 1979
- Andrena crispa Warncke, 1975
- Andrena cristata Viereck, 1917
- Andrena critica Mitchell, 1960
- Andrena crocusella Pisanty & Scheuchl, 2016
- Andrena cruciferarum Ribble, 1974
- Andrena crudeni LaBerge, 1971
- Andrena cryptanthae Timberlake, 1951
- Andrena cryptodonta Cockerell, 1922
- Andrena cubiceps Friese, 1914
- Andrena cubicepsella Warncke, 1975
- Andrena cuneata Warncke, 1974
- Andrena cuneilabris Viereck, 1926
- Andrena cupreotincta Cockerell, 1901
- Andrena curiosa (Morawitz, 1877)
- Andrena curtivalvis Morice, 1899
- Andrena curtula Pérez, 1903
- Andrena curvana Warncke, 1965
- Andrena curvungula Thomson, 1870
- Andrena cussariensis Morawitz, 1886
- Andrena cyanomicans Pérez, 1895
- Andrena cyanophila Cockerell, 1906
- Andrena cyanosoma (Cockerell, 1916)
- Andrena cybele Gribodo, 1894
- Andrena cymatilis LaBerge, 1987
- Andrena cypria Pittioni, 1950
- Andrena cypricola Mavromoustakis, 1952
- Andrena daeckei Viereck, 1907
- Andrena dallasiana Cockerell, 1910
- Andrena damara Warncke, 1968
- Andrena danini Pisanty & Scheuchl, 2016
- Andrena daphanea Warncke, 1974
- Andrena dapsilis LaBerge, 1971
- Andrena dargia Warncke, 1965
- Andrena dauma Warncke, 1969
- Andrena davidsoni Viereck & Cockerell, 1914
- Andrena davisi Viereck, 1907
- Andrena decaocta Warncke, 1967
- Andrena decipiens Schenck, 1861
- Andrena declinis LaBerge, 1977
- Andrena decollata Warncke, 1974
- Andrena decolorata LaBerge & Thorp, 2005
- Andrena delicatula Cockerell, 1918
- Andrena delphiensis Warncke, 1965
- Andrena dentata Smith, 1879
- Andrena denticulata (Kirby, 1802)
- Andrena dentiventris Morawitz, 1874
- Andrena deppeana Cockerell, 1910
- Andrena derbentina Morawitz, 1886
- Andrena deserta Warncke, 1974
- Andrena deserticola Timberlake, 1937
- Andrena dilleri Gusenleitner, 1998
- Andrena dimorpha Mitchell, 1960
- Andrena dinizi Warncke, 1975
- Andrena discophora Morawitz, 1876
- Andrena discors Erichson, 1841
- Andrena discreta Smith, 1879
- Andrena dissimulans Timberlake, 1951
- Andrena dissona Thorp & LaBerge, 2005
- Andrena distans Provancher, 1888
- Andrena distinguenda Schenck, 1871
- Andrena djelfensis Pérez, 1895
- Andrena dmitrii Osytshnjuk, 1993
- Andrena dolharubang Tadauchi & Xu, 1997
- Andrena dolini Osytshnjuk, 1979
- Andrena dolomellea Lanham, 1949
- Andrena dolosa Morawitz, 1894
- Andrena dorsalis Brullé, 1832
- Andrena dorsata (Kirby, 1802)
- Andrena doursana Dufour, 1853
- Andrena dreisbachorum LaBerge, 1967
- Andrena dubiosa Kohl, 1905
- Andrena duboisi Timberlake, 1951
- Andrena dunningi Cockerell, 1898
- Andrena duplicata Mitchell, 1960
- Andrena durangoensis Viereck & Cockerell, 1914
- Andrena dzynnanica Popov, 1949
- Andrena eburneoclypeata Lebedev, 1929
- Andrena echizenia Hirashima & Haneda, 1973
- Andrena edashigei Hirashima, 1960
- Andrena eddaensis Gusenleitner, 1998
- Andrena edwardsi Viereck, 1916
- Andrena ehnbergi Morawitz, 1888
- Andrena elata Warncke, 1975
- Andrena elegans Giraud, 1863
- Andrena elisaria Gusenleitner, 1998
- Andrena ellinorae Grünwaldt & Osytshnjuk, 2005
- Andrena ellisiae Cockerell, 1914
- Andrena elmaria Gusenleitner, 1998
- Andrena elongatula Viereck, 1917
- Andrena emeiensis Wu, 1982
- Andrena enocki (Cockerell, 1898)
- Andrena enslinella Stoeckhert, 1924
- Andrena eoa Popov, 1949
- Andrena eothina Linsley & MacSwain, 1961
- Andrena erberi Morawitz, 1871
- Andrena eremnophila Thorp & LaBerge, 2005
- Andrena eremobia Guiglia, 1933
- Andrena erigeniae Robertson, 1891
- Andrena ermolenkoi Osytshnjuk, 1984
- Andrena erythrogaster (Ashmead, 1890)
- Andrena erythronii Robertson, 1891
- Andrena esakii Hirashima, 1957
- Andrena escondida Cockerell, 1938
- Andrena euphorbiacea Scheuchl, 2005
- Andrena euzona Pérez, 1895
- Andrena everna Warncke, 1974
- Andrena eversmanni Radoszkowski, 1867
- Andrena evoluta Linsley & MacSwain, 1961
- Andrena excellens Viereck, 1924
- Andrena exigua Erichson, 1835
- Andrena exquisita Warncke, 1975
- Andrena ezoensis Hirashima, 1965
- Andrena fabalis Warncke, 1966
- Andrena fabrella Pérez, 1903
- Andrena faceta LaBerge, 1987
- Andrena fagopyri Xu & Tadauchi, 2005
- Andrena falcinella Warncke, 1969
- Andrena falsifica Perkins, 1915
- Andrena falsificissima Hirashima, 1966
- Andrena familiaris Smith, 1878
- Andrena fani Xu & Tadauchi, 2000
- Andrena farinosa Pérez, 1895
- Andrena fastuosa Smith, 1879
- Andrena fedtschenkoi Morawitz, 1876
- Andrena fenningeri Viereck, 1922
- Andrena ferghanica Morawitz, 1876
- Andrena ferox Smith, 1847
- Andrena ferrugineicrus Dours, 1872
- Andrena ferrugineipes LaBerge, 1977
- Andrena fertoni Pérez, 1895
- Andrena ferulae Pérez, 1895
- Andrena figurata Morawitz, 1866
- Andrena fimbriata Brullé, 1832
- Andrena fimbriatoides Scheuchl, 2004
- Andrena firuzaensis Popov, 1949
- Andrena flagella Nurse, 1904
- Andrena flaminea LaBerge, 1971
- Andrena flandersi Timberlake, 1937
- Andrena flavipes Panzer, 1799
- Andrena flavitarsis Morawitz, 1876
- Andrena flavobila Warncke, 1965
- Andrena flavofacies Nurse, 1904
- Andrena flavolateralis Xu & Tadauchi, 2000
- Andrena flexa Malloch, 1917
- Andrena flocculosa LaBerge & Ribble, 1972
- Andrena florea Fabricius, 1793
- Andrena florentina Magretti, 1883
- Andrena floricola Eversmann, 1852
- Andrena floridula Smith, 1878
- Andrena florivaga Eversmann, 1852
- Andrena forbesii Robertson, 1891
- Andrena formosana Cockerell, 1911
- Andrena forsterella Osytshnjuk, 1978
- Andrena foveolata Hedicke, 1940
- Andrena foveopunctata Alfken, 1932
- Andrena foxii Cockerell, 1898
- Andrena fracta Casad & Cockerell, 1896
- Andrena fragilis Smith, 1853
- Andrena fratercula Warncke, 1975
- Andrena freygessneri Alfken, 1904
- Andrena fria Warncke, 1975
- Andrena frigida Smith, 1853
- Andrena fucata Smith, 1847
- Andrena fukaii Cockerell, 1914
- Andrena fukuokensis Hirashima, 1952
- Andrena fulgida LaBerge, 1980
- Andrena fulica Warncke, 1974
- Andrena fuliginata Pérez, 1895
- Andrena fuligula Warncke, 1965
- Andrena fulminea LaBerge, 1967
- Andrena fulminoides LaBerge, 1967
- Andrena fulva (Müller, 1766) – pszczolinka ruda
- Andrena fulvago (Christ, 1791)
- Andrena fulvata Stoeckhert, 1930
- Andrena fulvicrista Viereck, 1924
- Andrena fulvida Schenck, 1853
- Andrena fulvipennis Smith, 1853
- Andrena fulvitarsis Brullé, 1832
- Andrena fumida Pérez, 1895
- Andrena fumosa LaBerge, 1967
- Andrena funerea Warncke, 1967
- Andrena furva Linsley & MacSwain, 1961
- Andrena fuscicauda (Viereck, 1904)
- Andrena fuscicollis Morawitz, 1876
- Andrena fuscipes (Kirby, 1802)
- Andrena fuscocalcarata Morawitz, 1877
- Andrena fuscosa Erichson, 1835
- Andrena galbula Warncke, 1975
- Andrena gallica Schmiedeknecht, 1883
- Andrena gallinula Warncke, 1975
- Andrena gamskrucki Warncke, 1965
- Andrena gangcana Xu & Tadauchi, 2000
- Andrena gardineri Cockerell, 1906
- Andrena garrula Warncke, 1965
- Andrena garzetta Warncke, 1975
- Andrena gasparella Patiny, 1998
- Andrena gazella Friese, 1922
- Andrena gelriae van der Vecht, 1927
- Andrena genalis Morawitz, 1880
- Andrena geranii Robertson, 1891
- Andrena gibberis Viereck, 1924
- Andrena gigantimurus Tadauchi & Xu, 2002
- Andrena glabriventris Alfken, 1935
- Andrena glandaria Warncke, 1975
- Andrena glareola Warncke, 1969
- Andrena glidia Warncke, 1965
- Andrena gloriosa Osytshnjuk, 1993
- Andrena gnaphalii (Cockerell, 1938)
- Andrena gobi Tadauchi & Xu, 2002
- Andrena gordia Warncke, 1975
- Andrena gordoni Ribble, 1974
- Andrena gorkhana Tadauchi & Matsumura, 2007
- Andrena govinda Warncke, 1974
- Andrena gracillima Cameron, 1897
- Andrena graecella Warncke, 1965
- Andrena grandilabris Pérez, 1903
- Andrena granulitergorum Tadauchi & Xu, 2002
- Andrena granulosa Pérez, 1902
- Andrena gravida Imhoff, 1832
- Andrena gregaria Warncke, 1974
- Andrena grindeliae Donovan, 1977
- Andrena griseigena Warncke, 1975
- Andrena griseobalteata Dours, 1872
- Andrena griseohirta Alfken, 1936
- Andrena grossella Grünwaldt, 1976
- Andrena grozdanici Osytshnjuk, 1975
- Andrena guichardi Warncke, 1980
- Andrena gunaca Warncke, 1975
- Andrena gusenleitneri Tadauchi & Xu, 2002
- Andrena gussakovskii Lebedev, 1932
- Andrena guttata Warncke, 1969
- Andrena haemorrhoa (Fabricius, 1781)
- Andrena halictoides Smith, 1869
- Andrena hallii Dunning, 1898
- Andrena hamulata LaBerge & Ribble, 1975
- Andrena hanedai Tadauchi, 1985
- Andrena hastulata LaBerge, 1986
- Andrena hattorfiana (Fabricius, 1775)
- Andrena haynesi Viereck & Cockerell, 1914
- Andrena hebes Pérez, 1905
- Andrena hedikae Jaeger, 1934
- Andrena hedini Tadauchi & Xu, 2002
- Andrena heinrichi Grünwaldt, 2005
- Andrena heinzi Dubitzky, 2006
- Andrena helenica Warncke, 1965
- Andrena helianthi Robertson, 1891
- Andrena helianthiformis Viereck & Cockerell, 1914
- Andrena helouanensis Friese, 1899
- Andrena helvola (Linnaeus, 1758)
- Andrena hemileuca Viereck, 1904
- Andrena henotica Warncke, 1975
- Andrena hera Nurse, 1904
- Andrena heraclei Robertson, 1897
- Andrena hermonella Scheuchl & Pisanty, 2016
- Andrena hermosa Ribble, 1968
- Andrena hesperia Smith, 1853
- Andrena heteropoda Cockerell, 1922
- Andrena hibernica Warncke, 1975
- Andrena hicksi Cockerell, 1925
- Andrena hieroglyphica Morawitz, 1876
- Andrena hikosana Hirashima, 1957
- Andrena hilaris Smith, 1853
- Andrena hillana Warncke, 1968
- Andrena himalayaensis Wu, 1982
- Andrena himalayana Tadauchi & Matsumura, 2007
- Andrena hippotes Robertson, 1895
- Andrena hirashimai Tadauchi, 1985
- Andrena hirsutula Cockerell, 1936
- Andrena hirticincta Provancher, 1888
- Andrena hirticornis Pérez, 1895
- Andrena hispania Warncke, 1967
- Andrena hoffmanni Strand, 1915
- Andrena hondoica Hirashima, 1962
- Andrena hondurasica Cockerell, 1949
- Andrena hova Warncke, 1975
- Andrena humabilis Warncke, 1965
- Andrena humilis Imhoff, 1832
- Andrena humlaensis Scheuchl, 2005
- Andrena hunanensis Wu, 1977
- Andrena hungarica Friese, 1887
- Andrena hurdi Lanham, 1949
- Andrena hyacinthina Mavromoustakis, 1958
- Andrena hybrida Warncke, 1975
- Andrena hyemala Warncke, 1973
- Andrena hypoleuca Cockerell, 1939
- Andrena hypopolia Schmiedeknecht, 1884
- Andrena hystrix Schmiedeknecht, 1883
- Andrena icterina Warncke, 1974
- Andrena ignota LaBerge, 1967
- Andrena iliaca Warncke, 1969
- Andrena ilicis Mitchell, 1960
- Andrena illini Bouseman & LaBerge, 1979
- Andrena illinoiensis Robertson, 1891
- Andrena illustris LaBerge, 1977
- Andrena illyrica Warncke, 1975
- Andrena imitatrix Cresson, 1872
- Andrena immaculata Warncke, 1975
- Andrena impolita LaBerge, 1987
- Andrena impuncta Kirby, 1837
- Andrena impunctata Pérez, 1895
- Andrena incanescens Cockerell, 1923
- Andrena incisa Eversmann, 1852
- Andrena inclinata Viereck, 1916
- Andrena incognita Warncke, 1975
- Andrena inconstans Morawitz, 1877
- Andrena inculta LaBerge, 1967
- Andrena induta Morawitz, 1895
- Andrena infirma Morawitz, 1876
- Andrena initialis Morawitz, 1876
- Andrena innesi Gribodo, 1894
- Andrena insignis Warncke, 1974
- Andrena integra Smith, 1853
- Andrena intermedia Thomson, 1870
- Andrena iranella Popov, 1940
- Andrena irrasus LaBerge, 1967
- Andrena isabellina Warncke, 1969
- Andrena ishiharai Hirashima, 1953
- Andrena ishii Ribble, 1968
- Andrena ishikawai Hirashima, 1958
- Andrena isis Schmiedeknecht, 1900
- Andrena isocomae Timberlake, 1951
- Andrena ispida Warncke, 1965
- Andrena israelica Scheuchl & Pisanty, 2016
- Andrena jakowlewi Morawitz, 1894
- Andrena jalalabadensis Warncke, 1974
- Andrena janthina Warncke, 1975
- Andrena japonica (Smith, 1873)
- Andrena jazleya Pohl & Larkin, 2006
- Andrena jeholensis Yasumatsu, 1935
- Andrena jennei Viereck, 1917
- Andrena jessicae Cockerell, 1896
- Andrena judaea Scheuchl & Pisanty, 2016
- Andrena jugorum Morawitz, 1877
- Andrena kaguya Hirashima, 1965
- Andrena kaibabensis Ribble, 1974
- Andrena kalmiae Atwood, 1934
- Andrena kamarti Schmiedeknecht, 1900
- Andrena kamikochiana Hirashima, 1963
- Andrena kamtschatkaensis Friese, 1914
- Andrena kansuensis Alfken, 1936
- Andrena kathmanduensis Tadauchi & Matsumura, 2007
- Andrena kerriae Hirashima, 1965
- Andrena khabarovi Osytshnjuk, 1986
- Andrena khankensis Osytshnjuk, 1995
- Andrena khasania Osytshnjuk, 1995
- Andrena khosrovi Osytshnjuk, 1993
- Andrena kilikiae Warncke, 1969
- Andrena kintschouensis Hedicke, 1940
- Andrena kirgisica Osytshnjuk, 1994
- Andrena kishidai Yasumatsu, 1935
- Andrena knuthi Alfken, 1900
- Andrena knuthiana Cockerell, 1901
- Andrena knuthiformis Hirashima, 1952
- Andrena komachi Hirashima, 1965
- Andrena komarowii Radoszkowski, 1886
- Andrena kondarensis Osytshnjuk, 1982
- Andrena konyella Warncke, 1975
- Andrena kopetica Osytshnjuk, 1993
- Andrena korbella Grünwaldt, 2005
- Andrena koreana Hirashima, 1952
- Andrena korleviciana Friese, 1887
- Andrena kornosica Mavromoustakis, 1954
- Andrena korovini Osytshnjuk, 1986
- Andrena kotenkoi Osytshnjuk, 1994
- Andrena krausiella Gusenleitner, 1998
- Andrena kraussi Michener, 1954
- Andrena kriechbaumeri Schmiedeknecht, 1883
- Andrena krigiana Robertson, 1901
- Andrena kristina Lanham, 1983
- Andrena kryzhanovskii Osytshnjuk, 1993
- Andrena kudiana Cockerell, 1924
- Andrena kumbhuensis Tadauchi & Matsumura, 2007
- Andrena kurda Warncke, 1975
- Andrena labergei Ribble, 1968
- Andrena labergeiella Gusenleitner, 1998
- Andrena labialis (Kirby, 1802)
- Andrena labiata Fabricius, 1781
- Andrena labiatula Osytshnjuk, 1993
- Andrena laevis Osytshnjuk, 1983
- Andrena laeviventris Morawitz, 1876
- Andrena laghmana Warncke, 1974
- Andrena lagopus Latreille, 1809
- Andrena lamelliterga Ribble, 1968
- Andrena lamiana Warncke, 1965
- Andrena laminibucca Viereck & Cockerell, 1914
- Andrena langadensis Warncke, 1965
- Andrena lanhami LaBerge, 1980
- Andrena lapponica Zetterstedt, 1838
- Andrena lateralis Morawitz, 1876
- Andrena lathyri Alfken, 1899
- Andrena laticalcar Osytshnjuk, 1985
- Andrena laticeps Morawitz, 1877
- Andrena latifrons LaBerge, 1977
- Andrena latigena Wu, 1982
- Andrena latinensis Donovan, 1977
- Andrena lativentris Timberlake, 1951
- Andrena lauracea Robertson, 1897
- Andrena laurivora Warncke, 1974
- Andrena lauta LaBerge, 1977
- Andrena lawrencei Viereck & Cockerell, 1914
- Andrena layiae Timberlake, 1951
- Andrena lazoiana Osytshnjuk, 1995
- Andrena leaena Cameron, 1907
- Andrena ledermanni Schönitzer, 1997
- Andrena legata Nurse, 1904
- Andrena lehmanni Schönitzer, 1997
- Andrena lepida Schenck, 1861
- Andrena lepidii Ribble, 1968
- Andrena leptopyga Pérez, 1895
- Andrena lepurana Warncke, 1974
- Andrena leucocyanea Pérez, 1895
- Andrena leucofimbriata Xu & Tadauchi, 1995
- Andrena leucolippa Pérez, 1895
- Andrena leucomelaena Hedicke, 1940
- Andrena leucomystax Thorp & LaBerge, 2005
- Andrena leucophaea Lepeletier, 1841
- Andrena leucopsis Warncke, 1967
- Andrena leucorhina Morawitz, 1876
- Andrena leucura Warncke, 1974
- Andrena levigata LaBerge, 1967
- Andrena levipes LaBerge, 1967
- Andrena lewisorum Thorp, 1969
- Andrena lijiangensis Wu, 1992
- Andrena lillooetensis Viereck, 1924
- Andrena limassolica Mavromoustakis, 1948
- Andrena limata Smith, 1853
- Andrena limatula LaBerge, 1967
- Andrena limbata Eversmann, 1852
- Andrena limonii Osytshnjuk, 1983
- Andrena lindbergella Pittioni, 1950
- Andrena lineolata Warncke, 1968
- Andrena linsleyana Thorp, 1987
- Andrena linsleyi Timberlake, 1937
- Andrena livens Pérez, 1895
- Andrena livida LaBerge, 1977
- Andrena lomatii Ribble, 1974
- Andrena longibarbis Pérez, 1895
- Andrena longiceps Morawitz, 1895
- Andrena longifovea LaBerge, 1977
- Andrena longitibialis Hirashima, 1962
- Andrena lonicera Warncke, 1973
- Andrena lonicerae Tadauchi & Hirashima, 1988
- Andrena lucidicollis Morawitz, 1876
- Andrena lucidula Warncke, 1974
- Andrena lunata Warncke, 1975
- Andrena lupinorum Cockerell, 1906
- Andrena luridiloma Strand, 1915
- Andrena luscinia Warncke, 1975
- Andrena lutea Warncke, 1967
- Andrena luteihirta Donovan, 1977
- Andrena mackieae Cockerell, 1937
- Andrena macoupinensis Robertson, 1900
- Andrena macra Mitchell, 1951
- Andrena macrocephala Cockerell, 1916
- Andrena macroceps (Matsumura, 1912)
- Andrena macroptera Warncke, 1974
- Andrena macswaini Linsley, 1960
- Andrena maculipes Morawitz, 1876
- Andrena maderensis Cockerell, 1922
- Andrena maetai Hirashima, 1964
- Andrena magna Warncke, 1965
- Andrena magnipunctata Kim & Kim, 1989
- Andrena magunta Warncke, 1965
- Andrena maidaqi Scheuchl & Gusenleitner, 2007
- Andrena majalis Morawitz, 1876
- Andrena malacothricidis Thorp, 1969
- Andrena mali Tadauchi & Hirashima, 1987
- Andrena malickyi Gusenleitner & Schwarz, 2000
- Andrena mandibularis Robertson, 1892
- Andrena mangkamensis Wu, 1982
- Andrena manifesta (Fox, 1894)
- Andrena mara Warncke, 1974
- Andrena marginata Fabricius, 1776
- Andrena mariae Robertson, 1891
- Andrena mariana Warncke, 1968
- Andrena mariposorum Viereck, 1917
- Andrena marsae Schmiedeknecht, 1900
- Andrena maukensis Matsumura, 1911
- Andrena medeninensis Pérez, 1895
- Andrena media (Radoszkowski, 1891)
- Andrena mediocalens Cockerell, 1931
- Andrena medionitens Cockerell, 1902
- Andrena mediovittata Pérez, 1895
- Andrena melacana Warncke, 1967
- Andrena melaleuca Pérez, 1895
- Andrena melanochroa Cockerell, 1898
- Andrena melanospila Cockerell, 1918
- Andrena melanota Warncke, 1975
- Andrena melba Warncke, 1966
- Andrena melittoides Friese, 1899
- Andrena mellea Cresson, 1868
- Andrena melliventris Cresson, 1872
- Andrena menahemella Scheuchl & Pisanty, 2016
- Andrena mendica Mitchell, 1960
- Andrena mentzeliae Cockerell, 1897
- Andrena mephistophelica Cameron, 1897
- Andrena merimna Saunders, 1908
- Andrena meripes Friese, 1922
- Andrena merriami Cockerell, 1901
- Andrena merula Warncke, 1969
- Andrena mesillae Cockerell, 1896
- Andrena mesoleuca Cockerell, 1924
- Andrena metallescens Cockerell, 1906
- Andrena metasequoiae Tadauchi & Xu, 2003
- Andrena metuoensis Xu & Tadauchi, 2001
- Andrena mexicana LaBerge, 1967
- Andrena micheneri Ribble, 1968
- Andrena micheneriana LaBerge, 1978
- Andrena micheneriella Gusenleitner & Schwarz, 2000
- Andrena microcardia Pérez, 1895
- Andrena microchlora Cockerell, 1922
- Andrena microthorax Pérez, 1895
- Andrena miegiella Dours, 1873
- Andrena mikado Strand & Yasumatsu, 1938
- Andrena mikhaili Osytshnjuk, 1982
- Andrena milwaukeensis Graenicher, 1903
- Andrena mimbresensis Larkin, 2004
- Andrena mimetes Cockerell, 1929
- Andrena minapalumboi Gribodo, 1894
- Andrena miniata LaBerge, 1986
- Andrena minima Warncke, 1974
- Andrena minor (Radoszkowski, 1891)
- Andrena minutissima Osytshnjuk, 1995
- Andrena minutula (Kirby, 1802)
- Andrena minutuloides Perkins, 1914
- Andrena miranda Smith, 1879
- Andrena mirzojani Osytshnjuk, 1993
- Andrena misella Timberlake, 1951
- Andrena miserabilis Cresson, 1872
- Andrena mistrensis Grünwaldt, 2005
- Andrena mitakensis Hirashima, 1963
- Andrena mitis Schmiedeknecht, 1883
- Andrena miyamotoi Hirashima, 1964
- Andrena mocsaryi Schmiedeknecht, 1884
- Andrena mohavensis Ribble, 1974
- Andrena mojavensis Linsley & MacSwain, 1955
- Andrena mollissima Warncke, 1975
- Andrena monacha Warncke, 1965
- Andrena mongolica Morawitz, 1880
- Andrena monilia Warncke, 1967
- Andrena monilicornis Cockerell, 1896
- Andrena monoensis LaBerge, 1980
- Andrena monogonoparia Viereck, 1917
- Andrena montana Warncke, 1973
- Andrena montanula Osytshnjuk, 1986
- Andrena montarca Warncke, 1975
- Andrena monticola LaBerge, 1967
- Andrena montrosensis Viereck & Cockerell, 1914
- Andrena moquiorum Viereck & Cockerell, 1914
- Andrena mordax Morawitz, 1876
- Andrena moricei Friese, 1899
- Andrena morinella Warncke, 1975
- Andrena morio Brullé, 1832
- Andrena morosa Cameron, 1897
- Andrena morrisonella Viereck, 1917
- Andrena mucida Kriechbaumer, 1873
- Andrena mucorea Morawitz, 1876
- Andrena mucronata Morawitz, 1871
- Andrena munakatai Tadauchi, 1985
- Andrena murana Warncke, 1967
- Andrena murietae Ribble, 1968
- Andrena murreensis Cockerell, 1923
- Andrena muscaria Warncke, 1965
- Andrena musica Gusenleitner, 1998
- Andrena mutini Osytshnjuk, 1986
- Andrena najadana Warncke, 1975
- Andrena nana (Kirby, 1802)
- Andrena nanaeformis Noskiewicz, 1925
- Andrena nanshanica Popov, 1940
- Andrena nantouensis Dubitzky, 2006
- Andrena nanula Nylander, 1848
- Andrena nasica Lebedev, 1933
- Andrena nasipolita Strand, 1913
- Andrena nasonii Robertson, 1895
- Andrena nasuta Giraud, 1863
- Andrena nativa Osytshnjuk, 1984
- Andrena nawai Cockerell, 1913
- Andrena nebularia Warncke, 1975
- Andrena neffi Larkin, 2004
- Andrena negevana Gusenleitner & Scheuchl, 2000
- Andrena nemophilae Ribble, 1968
- Andrena neocypriaca Mavromoustakis, 1956
- Andrena neomexicana LaBerge, 1967
- Andrena neonana Viereck, 1917
- Andrena neovirida Grünwaldt, 2005
- Andrena nesterovi Osytshnjuk, 1982
- Andrena nesteroviella Osytshnjuk, 1993
- Andrena nevadae Linsley & MacSwain, 1961
- Andrena nevadensis (Cresson, 1879)
- Andrena nida Mitchell, 1960
- Andrena nigerrima Casad, 1896
- Andrena nigra Provancher, 1895
- Andrena nigrae Robertson, 1905
- Andrena nigriceps (Kirby, 1802)
- Andrena nigricula LaBerge & Bouseman, 1977
- Andrena nigrihirta (Ashmead, 1890)
- Andrena nigripes Provancher, 1895
- Andrena nigritula Cockerell, 1906
- Andrena nigroaenea (Kirby, 1802)
- Andrena nigrocaerulea Cockerell, 1897
- Andrena nigroclypeata Linsley, 1939
- Andrena nigrocyanea Saunders, 1908
- Andrena nigroolivacea Dours, 1873
- Andrena nigroviridula Dours, 1873
- Andrena nilotica Warncke, 1967
- Andrena nippon Tadauchi & Hirashima, 1983
- Andrena nisoria Warncke, 1969
- Andrena nitida (Müller, 1776)
- Andrena nitidicollis Morawitz, 1876
- Andrena nitidilabris Pérez, 1895
- Andrena nitidiuscula Schenck, 1853
- Andrena nitidula Pérez, 1903
- Andrena nivalis Smith, 1853
- Andrena niveata Friese, 1887
- Andrena niveimonticola Xu & Tadauchi, 1999
- Andrena niveobarbata Nurse, 1904
- Andrena nobilis Morawitz, 1874
- Andrena nothocalaidis (Cockerell, 1905)
- Andrena nothoscordi Robertson, 1897
- Andrena notophila Cockerell, 1933
- Andrena nova Popov, 1940
- Andrena nubecula Smith, 1853
- Andrena nubica Warncke, 1975
- Andrena nucleola Warncke, 1973
- Andrena nuda Robertson, 1891
- Andrena nudigastroides Yasumatsu, 1935
- Andrena numida Lepeletier, 1841
- Andrena nupta Morawitz, 1876
- Andrena nuptialis Pérez, 1902
- Andrena nycthemera Imhoff, 1868
- Andrena oblita Warncke, 1967
- Andrena obscuripennis Smith, 1853
- Andrena obscuripostica Viereck, 1916
- Andrena ochropa Warncke, 1974
- Andrena oedicnema Warncke, 1975
- Andrena oenas Warncke, 1975
- Andrena oenotherae Timberlake, 1937
- Andrena ofella LaBerge, 1967
- Andrena okabei Hirashima, 1957
- Andrena okinawana Matsumura & Uchida, 1926
- Andrena olivacea Viereck, 1916
- Andrena olympica Grünwaldt, 2005
- Andrena omninigra Viereck, 1917
- Andrena omogensis Hirashima, 1953
- Andrena oniscicolor (Viereck, 1904)
- Andrena opacifovea Hirashima, 1952
- Andrena opercula Wu, 1982
- Andrena optanda LaBerge, 1967
- Andrena oralis Morawitz, 1876
- Andrena orana Warncke, 1975
- Andrena orbitalis Morawitz, 1871
- Andrena orchidea Scheuchl, 2005
- Andrena orientaliella Osytshnjuk, 1986
- Andrena orientana Warncke, 1965
- Andrena orizabibia Strand, 1917
- Andrena ornata Morawitz, 1866
- Andrena orthocarpi Cockerell, 1936
- Andrena osmioides Cockerell, 1916
- Andrena osychniukae Osytshnjuk, 1977
- Andrena osytschnjukae Tadauchi & Xu, 2000
- Andrena oulskii Radoszkowski, 1867
- Andrena ounifa Warncke, 1974
- Andrena ovatula (Kirby, 1802)
- Andrena oviventris Pérez, 1895
- Andrena pachucensis Donovan, 1977
- Andrena padoucorum Viereck & Cockerell, 1914
- Andrena paganettina Warncke, 1965
- Andrena pagophila Warncke, 1975
- Andrena palaestina Pisanty & Scheuchl, 2016
- Andrena pallidicincta Brullé, 1832
- Andrena pallidifovea (Viereck, 1904)
- Andrena pallidiscopa (Viereck, 1904)
- Andrena pallitarsis Pérez, 1903
- Andrena palpalis Timberlake, 1951
- Andrena palumba Warncke, 1974
- Andrena pandellei Pérez, 1895
- Andrena pandosa Warncke, 1968
- Andrena panfilovi Osytshnjuk, 1984
- Andrena pannosa Morawitz, 1876
- Andrena panurgimorpha Mavromoustakis, 1957
- Andrena panurgina De Stefani, 1887
- Andrena papagorum Viereck & Cockerell, 1914
- Andrena parachalybea Viereck, 1917
- Andrena paradisaea Warncke, 1975
- Andrena paradoxa Friese, 1921
- Andrena parathoracica Hirashima, 1957
- Andrena paraulica Hedicke, 1940
- Andrena pareklisiae Mavromoustakis, 1957
- Andrena parilis LaBerge, 1967
- Andrena parnassiae Cockerell, 1902
- Andrena parviceps Kriechbaumer, 1873
- Andrena passerina Warncke, 1974
- Andrena pastellensis Schwenninger, 2007
- Andrena patagiata LaBerge, 1987
- Andrena patella Nurse, 1903
- Andrena paucisquama Noskiewicz, 1924
- Andrena pavonia Warncke, 1974
- Andrena peckhami Cockerell, 1902
- Andrena pecosana Cockerell, 1913
- Andrena pectidis (Cockerell, 1897)
- Andrena pectilis LaBerge, 1986
- Andrena pela Warncke, 1974
- Andrena pellucens Pérez, 1895
- Andrena pellucida Warncke, 1974
- Andrena pelopa Warncke, 1975
- Andrena penemisella LaBerge & Ribble, 1975
- Andrena pensilis Timberlake, 1938
- Andrena penutiani Ribble, 1968
- Andrena perahia Pisanty & Scheuchl, 2016
- Andrena perarmata Cockerell, 1898
- Andrena perezana Viereck & Cockerell, 1914
- Andrena peridonea Cockerell, 1920
- Andrena perimelas Cockerell, 1905
- Andrena perplexa Smith, 1853
- Andrena perpunctata LaBerge, 1967
- Andrena persimulata Viereck, 1917
- Andrena personata Robertson, 1897
- Andrena pertristis Cockerell, 1905
- Andrena pesenkoi Osytshnjuk, 1984
- Andrena peshinica Nurse, 1904
- Andrena pesleria Gusenleitner, 1998
- Andrena petrosa Warncke, 1974
- Andrena phaceliae Mitchell, 1960
- Andrena phaneroleuca Cockerell, 1929
- Andrena phenax Cockerell, 1898
- Andrena phoenicura Warncke, 1975
- Andrena pieli Xu & Tadauchi, 1995
- Andrena pilipes Fabricius, 1781
- Andrena pinkeunia Warncke, 1969
- Andrena piperi Viereck, 1904
- Andrena placata Mitchell, 1960
- Andrena plana Viereck, 1904
- Andrena planirostris Morawitz, 1876
- Andrena planiventris Dours, 1872
- Andrena planti Dubitzky, 2006
- Andrena platalea Warncke, 1975
- Andrena platydepressa Tadauchi & Xu, 1995
- Andrena platyparia Robertson, 1895
- Andrena platyrhina Cockerell, 1930
- Andrena plebeia LaBerge, 1986
- Andrena plumiscopa Timberlake, 1951
- Andrena plumosella Gusenleitner & Schwarz, 2002
- Andrena polemediana Mavromoustakis, 1956
- Andrena polemonii Robertson, 1891
- Andrena polita Smith, 1847
- Andrena ponomarevae Osytshnjuk, 1983
- Andrena pontica Warncke, 1972
- Andrena popovi Osytshnjuk, 1985
- Andrena porterae Cockerell, 1900
- Andrena potentillae Panzer, 1809
- Andrena praecocella Cockerell, 1917
- Andrena praecox (Scopoli, 1763)
- Andrena pratincola Warncke, 1974
- Andrena prima Casad, 1896
- Andrena primaeva Cockerell, 1909
- Andrena primulifrons Casad, 1896
- Andrena principalis LaBerge, 1986
- Andrena probata Warncke, 1973
- Andrena producta Warncke, 1973
- Andrena prolixa LaBerge, 1980
- Andrena prostomias Pérez, 1905
- Andrena proxima (Kirby, 1802)
- Andrena pruinosa Erichson, 1835
- Andrena prunella Warncke, 1974
- Andrena pruni Robertson, 1891
- Andrena prunifloris Cockerell, 1898
- Andrena prunorum Cockerell, 1896
- Andrena pseudocineraria Wu, 1982
- Andrena pseudothoracica Engel, 2005
- Andrena puffina Warncke, 1975
- Andrena pulicaria Warncke, 1975
- Andrena pullipennis Alfken, 1931
- Andrena pulverea Viereck, 1916
- Andrena pulverulenta Viereck, 1904
- Andrena punctatissima Morawitz, 1866
- Andrena punctifrons Morawitz, 1876
- Andrena punctiventris Morawitz, 1876
- Andrena punjabensis Cameron, 1908
- Andrena purpurascens Pérez, 1895
- Andrena purpureomicans Alfken, 1935
- Andrena pusilla Pérez, 1903
- Andrena puthua (Cockerell, 1910)
- Andrena pyropygia Kriechbaumer, 1873
- Andrena pyrozonata Friese, 1921
- Andrena pyrrhula Pérez, 1895
- Andrena qinhaiensis Xu, 1994
- Andrena quadrifasciata Morawitz, 1876
- Andrena quadrilimbata LaBerge, 1977
- Andrena quadrimaculata Friese, 1921
- Andrena quercina Cockerell, 1939
- Andrena querquedula Warncke, 1975
- Andrena quettensis Cockerell, 1917
- Andrena quinquepalpa Warncke, 1980
- Andrena quintiliformis Viereck, 1916
- Andrena quintilis Robertson, 1898
- Andrena qusumensis Wu, 1982
- Andrena ramaleyi Cockerell, 1931
- Andrena ramayana Tadauchi & Matsumura, 2007
- Andrena ramlehiana Pérez, 1903
- Andrena ranunculi Schmiedeknecht, 1883
- Andrena ranunculorum Morawitz, 1877
- Andrena rava LaBerge, 1967
- Andrena raveni Linsley & MacSwain, 1961
- Andrena recurvirostra Warncke, 1975
- Andrena reflexa Cresson, 1872
- Andrena regularis Malloch, 1917
- Andrena rehni Viereck, 1907
- Andrena relata Warncke, 1967
- Andrena repanda LaBerge, 1967
- Andrena reperta Warncke, 1974
- Andrena resoluta Warncke, 1973
- Andrena revelstokensis Viereck, 1924
- Andrena rhenana Stoeckhert, 1930
- Andrena rhypara Pérez, 1903
- Andrena rhyssonota Pérez, 1895
- Andrena ribblei LaBerge, 1977
- Andrena richardsi Hirashima, 1957
- Andrena robertsonii Dalla Torre, 1896
- Andrena robinsoni Lanham, 1987
- Andrena robusta Warncke, 1975
- Andrena rodilla Donovan, 1977
- Andrena rogenhoferi Morawitz, 1872
- Andrena romankovae Osytshnjuk, 1995
- Andrena roripae Osytshnjuk, 1993
- Andrena rosae Panzer, 1801
- Andrena roscipes Alfken, 1933
- Andrena rothneyi Cameron, 1897
- Andrena rotundata Pérez, 1895
- Andrena rotundilabris Morawitz, 1877
- Andrena rozeni Linsley & MacSwain, 1955
- Andrena rubecula Warncke, 1974
- Andrena rubens LaBerge, 1967
- Andrena rubi Mitchell, 1960
- Andrena rubrotincta Linsley, 1938
- Andrena rudbeckiae Robertson, 1891
- Andrena rudolfae Osytshnjuk, 1986
- Andrena rufescens Pérez, 1895
- Andrena ruficrus Nylander, 1848
- Andrena rufina Morawitz, 1876
- Andrena rufitibialis Friese, 1899
- Andrena rufiventris Lepeletier, 1841
- Andrena rufizona Imhoff, 1834
- Andrena rufoclypeata Alfken, 1936
- Andrena rufomaculata Friese, 1921
- Andrena rufosignata Cockerell, 1902
- Andrena rufula Schmiedeknecht, 1883
- Andrena rugosa Robertson, 1891
- Andrena rugothorace Warncke, 1965
- Andrena rugulosa Stoeckhert, 1935
- Andrena rugulosella Osytshnjuk, 1993
- Andrena runcinatae Cockerell, 1906
- Andrena rupshuensis Cockerell, 1911
- Andrena russula Lepeletier, 1841
- Andrena rusticola Warncke, 1975
- Andrena saccata Viereck, 1904
- Andrena saegeri Cockerell, 1939
- Andrena saettana Warncke, 1975
- Andrena sagarmathana Tadauchi & Matsumura, 2007
- Andrena sagittagalea Ribble, 1968
- Andrena sagittaria Warncke, 1968
- Andrena sakagamii Tadauchi, Hirashima & Matsumura, 1987
- Andrena salicifloris Cockerell, 1897
- Andrena salicina Morawitz, 1877
- Andrena salictaria Robertson, 1905
- Andrena sandanskia Warncke, 1973
- Andrena santaclarae Ribble, 1974
- Andrena saragamineensis Hirashima, 1962
- Andrena sardoa Lepeletier, 1841
- Andrena sarta Morawitz, 1876
- Andrena sarydzhasi Osytshnjuk, 2005
- Andrena sasakii Cockerell, 1913
- Andrena satellita Nurse, 1904
- Andrena saturata Warncke, 1975
- Andrena savignyi Spinola, 1838
- Andrena saxonica Stoeckhert, 1935
- Andrena sayi Robertson, 1891
- Andrena schencki Morawitz, 1866
- Andrena scheuchli Dubitzky, 2006
- Andrena schlettereri Friese, 1896
- Andrena schmiedeknechti Magretti, 1883
- Andrena schoenitzeri Gusenleitner, 1998
- Andrena schuberthi Gusenleitner, 1998
- Andrena schuhi LaBerge, 1980
- Andrena schulzi Strand, 1921
- Andrena schwarzi Warncke, 1975
- Andrena scita Eversmann, 1852
- Andrena scotica Perkins, 1916
- Andrena scotoptera Cockerell, 1934
- Andrena sculleni LaBerge, 1967
- Andrena scurra Viereck, 1904
- Andrena scutellaris Morawitz, 1880
- Andrena scutellinitens Viereck, 1916
- Andrena sedentaria Warncke, 1975
- Andrena segregans Cockerell, 1900
- Andrena segregata Osytshnjuk, 1982
- Andrena seitzi Alfken, 1935
- Andrena selcuki Scheuchl & Hazir, 2008
- Andrena selena Gusenleitner, 1994
- Andrena semiaenea Morawitz, 1876
- Andrena semiflava Lebedev, 1932
- Andrena semifulva Viereck, 1916
- Andrena semilaevis Pérez, 1903
- Andrena seminuda Friese, 1896
- Andrena semipunctata Cockerell, 1902
- Andrena semirubra Morawitz, 1876
- Andrena semirugosa Cockerell, 1924
- Andrena senecionis Pérez, 1895
- Andrena senex Eversmann, 1852
- Andrena senticulosa LaBerge, 1967
- Andrena sericata Imhoff, 1868
- Andrena serraticornis Warncke, 1965
- Andrena setosifemoralis Wu, 2000
- Andrena sexguttata Morawitz, 1877
- Andrena shakuensis Popov, 1949
- Andrena shawanensis Xu & Tadauchi, 1999
- Andrena shoshoni Ribble, 1974
- Andrena shteinbergi Osytshnjuk, 1993
- Andrena sibirica Morawitz, 1888
- Andrena sibthorpi Mavromoustakis, 1952
- Andrena siccata LaBerge, 1986
- Andrena siciliana Warncke, 1980
- Andrena sieverti Cockerell, 1906
- Andrena sigiella Gusenleitner, 1998
- Andrena sigmundi Cockerell, 1902
- Andrena signata Warncke, 1974
- Andrena sillata Warncke, 1975
- Andrena similis Smith, 1849
- Andrena simillima Smith, 1851
- Andrena simontornyella Noskiewicz, 1939
- Andrena simplex Smith, 1853
- Andrena simulata Smith, 1879
- Andrena singularis Viereck, 1924
- Andrena sinuata Pérez, 1895
- Andrena sitiliae Viereck, 1909
- Andrena sjunthensis Osytshnjuk, 1984
- Andrena skorikovi Popov, 1940
- Andrena sladeni Viereck, 1924
- Andrena smaragdina Morawitz, 1876
- Andrena sobrina Warncke, 1975
- Andrena sodalis Smith, 1879
- Andrena sola Viereck, 1916
- Andrena solenopalpa Benoist, 1945
- Andrena solidago Tadauchi & Xu, 2002
- Andrena solitaria Warncke, 1975
- Andrena solivaga LaBerge, 1967
- Andrena solutiscopa Scheuchl, 2005
- Andrena sonorensis LaBerge, 1967
- Andrena sordidella Viereck, 1918
- Andrena soror Dours, 1872
- Andrena speciosa Friese, 1899
- Andrena specularia Donovan, 1977
- Andrena sperryi (Cockerell, 1937)
- Andrena sphaeralceae Linsley, 1939
- Andrena sphecodimorpha Hedicke, 1942
- Andrena spinaria Warncke, 1974
- Andrena spiraeana Robertson, 1895
- Andrena splendidicollis Morawitz, 1895
- Andrena splendula Osytshnjuk, 1984
- Andrena spolata Warncke, 1968
- Andrena spreta Pérez, 1895
- Andrena squamata Wu, 1990
- Andrena stabiana Morice, 1899
- Andrena stagei Linsley & MacSwain, 1962
- Andrena statusa Gusenleitner, 1998
- Andrena steini Tadauchi & Xu, 2003
- Andrena stellaris Warncke, 1965
- Andrena stepposa Osytshnjuk, 1977
- Andrena stigmatica Morawitz, 1895
- Andrena stipator LaBerge, 1971
- Andrena stoeckhertella Pittioni, 1948
- Andrena stolida Warncke, 1975
- Andrena stragulata Illiger, 1806
- Andrena strepera Warncke, 1975
- Andrena striata Wu, 1977
- Andrena striatifrons Cockerell, 1897
- Andrena strohmella Illiger, 1806
- Andrena suavis Timberlake, 1938
- Andrena subaenescens Morawitz, 1876
- Andrena subapasta Thorp, 1969
- Andrena subaustralis Cockerell, 1898
- Andrena subchalybea Viereck, 1916
- Andrena subconsobrina Popov, 1949
- Andrena subdepressa Timberlake, 1951
- Andrena sublayiae LaBerge & Bouseman, 1970
- Andrena sublevigata Hirashima, 1966
- Andrena sublisterelle Wu, 1982
- Andrena submaura Linsley, 1938
- Andrena submediocalens Wu, 1982
- Andrena submoesta Viereck, 1916
- Andrena submontana Wu, 1982
- Andrena subnigripes Viereck, 1916
- Andrena subniveata Osytshnjuk, 1993
- Andrena subnivosa Wu, 1982
- Andrena subopaca Nylander, 1848
- Andrena subopercula Wu, 1982
- Andrena subproximana Strand, 1913
- Andrena subrubicunda LaBerge, 1986
- Andrena subshawella Strand, 1915
- Andrena subsmaragdina Osytshnjuk, 1984
- Andrena subspinigera Cockerell, 1917
- Andrena subsquamiformis Tadauchi & Xu, 2000
- Andrena subtilis Smith, 1879
- Andrena subtrita Cockerell, 1910
- Andrena subvelutina Xu & Tadauchi, 1995
- Andrena suerinensis Friese, 1884
- Andrena sulcata Donovan, 1977
- Andrena surda Cockerell, 1910
- Andrena susanneae Dubitzky, 2006
- Andrena susterai Alfken, 1914
- Andrena sylvatica Morawitz, 1877
- Andrena symphyti Schmiedeknecht, 1883
- Andrena synadelpha Perkins, 1914
- Andrena tadauchii Gusenleitner, 1998
- Andrena tadorna Warncke, 1974
- Andrena tadzhica Popov, 1949
- Andrena taeniata Viereck, 1916
- Andrena taisetsusana Tadauchi & Hirashima, 1987
- Andrena taiwanella Dubitzky, 2002
- Andrena takachihoi Hirashima, 1964
- Andrena talina Xu & Tadauchi, 2002
- Andrena taniguchiae Hirashima, 1958
- Andrena taprobana Warncke, 1975
- Andrena taraxaci Giraud, 1861
- Andrena tarsata Nylander, 1848
- Andrena tateyamana Tamasana & Hirashima, 1984
- Andrena tatjanae Osytshnjuk, 1995
- Andrena taxana Warncke, 1975
- Andrena tecta Radoszkowski, 1876
- Andrena tegularis LaBerge, 1967
- Andrena tenuiformis Pittioni, 1950
- Andrena tenuis Morawitz, 1877
- Andrena tenuistriata Pérez, 1895
- Andrena tertaria Meunier, 1920
- Andrena testaceipes Saunders, 1908
- Andrena tetonorum Viereck & Cockerell, 1914
- Andrena teunisseni Gusenleitner, 1998
- Andrena texana Cresson, 1872
- Andrena thaspii Graenicher, 1903
- Andrena thomensis Cockerell, 1932
- Andrena thomsonii Ducke, 1898
- Andrena thoracica (Fabricius, 1775)
- Andrena tianshana Tadauchi & Xu, 1995
- Andrena tiaretta Warncke, 1974
- Andrena tibetensis Wu, 1982
- Andrena tibetica Xu & Tadauchi, 2005
- Andrena tibialis (Kirby, 1802)
- Andrena tildeni Ribble, 1974
- Andrena timberlakei Cockerell, 1929
- Andrena tinaria Gusenleitner, 1998
- Andrena tkalcui Gusenleitner & Schwarz, 2002
- Andrena tobiasi Osytshnjuk, 1983
- Andrena toelgiana Friese, 1921
- Andrena togashii Tadauchi & Hirashima, 1984
- Andrena toluca LaBerge, 1969
- Andrena tomentosa Morawitz, 1878
- Andrena tomora Warncke, 1975
- Andrena tonkaworum Viereck, 1917
- Andrena topazana Cockerell, 1906
- Andrena toralis LaBerge & Ribble, 1972
- Andrena torda Warncke, 1965
- Andrena torulosa LaBerge, 1971
- Andrena totana Warncke, 1974
- Andrena transbaicalica Popov, 1949
- Andrena transhissarica Popov, 1958
- Andrena transitoria Morawitz, 1871
- Andrena transnigra Viereck, 1904
- Andrena trapezoidea Viereck, 1917
- Andrena trapezoidina Viereck & Cockerell, 1914
- Andrena trevoris Cockerell, 1897
- Andrena tridens Robertson, 1902
- Andrena tridentata (Kirby, 1802)
- Andrena trikalensis Warncke, 1965
- Andrena trimaculata LaBerge, 1967
- Andrena trimarginata (Radoszkowski, 1886)
- Andrena trimmerana (Kirby, 1802)
- Andrena tringa Warncke, 1973
- Andrena tringoides Osytshnjuk, 1993
- Andrena trinkoi Osytshnjuk, 1984
- Andrena triquestra LaBerge, 1986
- Andrena trivialis Viereck, 1917
- Andrena trizonata (Ashmead, 1890)
- Andrena troodica Warncke, 1975
- Andrena truncatella Xu & Tadauchi, 1999
- Andrena truncatilabris Morawitz, 1877
- Andrena tscheki Morawitz, 1872
- Andrena tsingtauica Strand, 1915
- Andrena tsukubana Hirashima, 1957
- Andrena tuberculifera Pérez, 1895
- Andrena tunetana Schmiedeknecht, 1900
- Andrena turanica Osytshnjuk, 1993
- Andrena turkestana Warncke, 1967
- Andrena uluhbeki Osytshnjuk, 1984
- Andrena ulula Warncke, 1969
- Andrena ungeri Mavromoustakis, 1952
- Andrena unicincta Friese, 1899
- Andrena unicostata LaBerge, 1971
- Andrena unita Nurse, 1904
- Andrena urarti Osytshnjuk, 1993
- Andrena urdula Warncke, 1965
- Andrena utahensis LaBerge, 1967
- Andrena uvulariae Mitchell, 1960
- Andrena uyacensis Cockerell, 1949
- Andrena vacella Warncke, 1975
- Andrena vachali Pérez, 1895
- Andrena vaga Panzer, 1799
- Andrena valentinae Osytshnjuk, 1993
- Andrena valeriana Hirashima, 1957
- Andrena vanduzeei Linsley, 1938
- Andrena vandykei Cockerell, 1936
- Andrena varia Pérez, 1895
- Andrena variabilis Smith, 1853
- Andrena varians (Kirby, 1802)
- Andrena varicornis Pérez, 1895
- Andrena varsobiana Osytshnjuk, 1986
- Andrena vaulogeri Pérez, 1895
- Andrena venata LaBerge & Ribble, 1975
- Andrena venerabilis Alfken, 1935
- Andrena ventralis Imhoff, 1832
- Andrena ventricosa Dours, 1873
- Andrena verae Osytshnjuk, 1986
- Andrena verbesinae Viereck & Cockerell, 1914
- Andrena verecunda Cresson, 1872
- Andrena verticalis Pérez, 1895
- Andrena vespertina Linsley & MacSwain, 1961
- Andrena vestali Cockerell, 1913
- Andrena vetula Lepeletier, 1841
- Andrena viciae Tadauchi & Xu, 2000
- Andrena vicina Smith, 1853
- Andrena vicinoides Viereck, 1904
- Andrena vidalesi Cockerell, 1949
- Andrena vierecki Cockerell, 1904
- Andrena viktorovi Osytshnjuk, 1983
- Andrena villipes Pérez, 1895
- Andrena vinnula LaBerge & Hurd, 1965
- Andrena violae Robertson, 1891
- Andrena virago Morawitz, 1895
- Andrena virescens Morawitz, 1876
- Andrena virgata Warncke, 1975
- Andrena virginiana Mitchell, 1960
- Andrena viridescens Viereck, 1916
- Andrena viridigastra Morawitz, 1876
- Andrena viridissima Ribble, 1968
- Andrena vitiosa Smith, 1879
- Andrena vogleri Larkin, 2004
- Andrena volgensis Osytshnjuk, 1994
- Andrena volka Warncke, 1969
- Andrena vulcana Dours, 1873
- Andrena vulpecula Kriechbaumer, 1873
- Andrena vulpicolor Cockerell, 1897
- Andrena vulpoides LaBerge, 1967
- Andrena w-scripta Viereck, 1904
- Andrena waldmerei LaBerge & Bouseman, 1970
- Andrena walleyi Cockerell, 1932
- Andrena warnckei Gusenleitner & Schwarz, 2000
- Andrena washingtoni Cockerell, 1901
- Andrena watasei Cockerell, 1913
- Andrena wellesleyana Robertson, 1897
- Andrena westensis Warncke, 1965
- Andrena westrichi Gusenleitner & Schwarz, 2000
- Andrena wheeleri Graenicher, 1904
- Andrena wilhelmi Schuberth, 1995
- Andrena wilkella (Kirby, 1802)
- Andrena wilmattae Cockerell, 1906
- Andrena winnemuccana LaBerge, 1973
- Andrena wolfi Gusenleitner & Scheuchl, 2000
- Andrena wollastoni Cockerell, 1922
- Andrena wuae Tadauchi & Xu, 1995
- Andrena xanthigera Cockerell, 1900
- Andrena xinjiangensis Wu, 1985
- Andrena xiyuensis Xu & Tadauchi, 2005
- Andrena xuanzangi Tadauchi & Xu, 2003
- Andrena yamato Tadauchi & Hirashima, 1983
- Andrena yangi Dubitzky, 2006
- Andrena yasumatsui Hirashima, 1952
- Andrena yelkouan Warncke, 1975
- Andrena yukawai Tadauchi & Xu, 2004
- Andrena yunnanica Xu & Tadauchi, 2002
- Andrena zaaminensis Osytshnjuk, 1986
- Andrena zharkolia Osytshnjuk, 1994
- Andrena zhelokhovtzevi Osytshnjuk, 1993
- Andrena ziminae Osytshnjuk, 1986
- Andrena zionensis LaBerge, 1973
- Andrena ziziae Robertson, 1891
- Andrena ziziaeformis Cockerell, 1908
- Andrena zlatae Osytshnjuk, 1993
- Andrena zostera Warncke, 1975
- Andrena zuvandiana Osytshnjuk, 1994